# Freikörperkultur

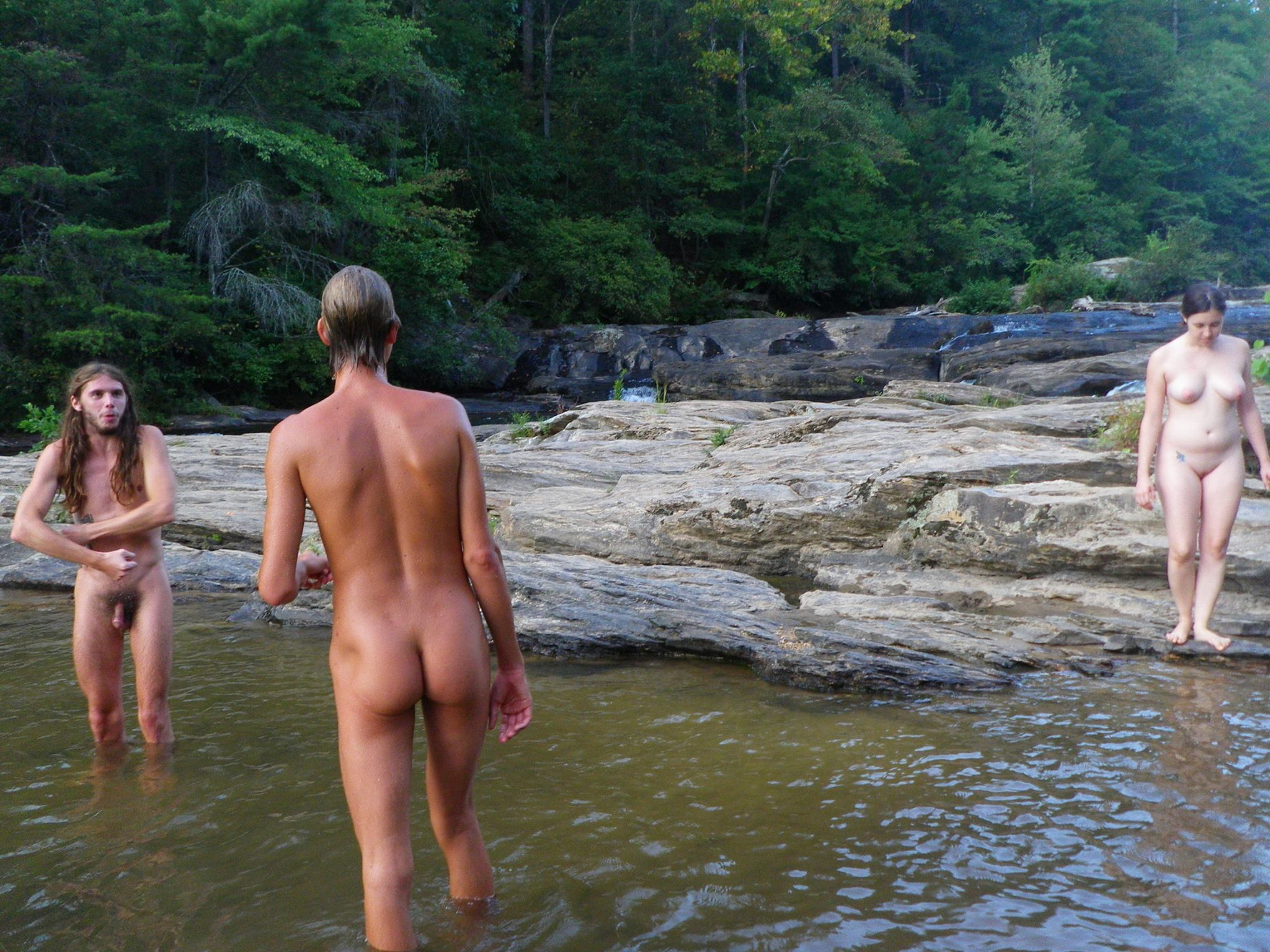
Mensch und Natur

Die Freikörperkultur (FKK) ist inhaltlich teilweise identisch mit Nacktkultur, Naturismus und Nudismus im Sinne allgemeiner oder gemeinsamer Nacktheit der Menschen in Freizeit, Sport und Alltag.
Die Anfänge der Freikörperkultur liegen im ausgehenden 19. Jahrhundert in Deutschland. „Nacktheit in der Freizeit“ ist unter den Begriffen „Naturismus“ und „FKK“ inzwischen international bekannt und verbreitet. In Verbänden, Vereinen und kommerziell erfolgen Organisation und Angebote. An offiziellen Textilfreien-, Nackt- und FKK-Stränden in zahlreichen Ländern Europas, in Nordamerika und Australien wird nackte Freizeit gelebt. Die größte Verbreitung findet sich im deutschsprachigen Raum, in Frankreich sowie in Skandinavien.

## Allgemein

### Definition

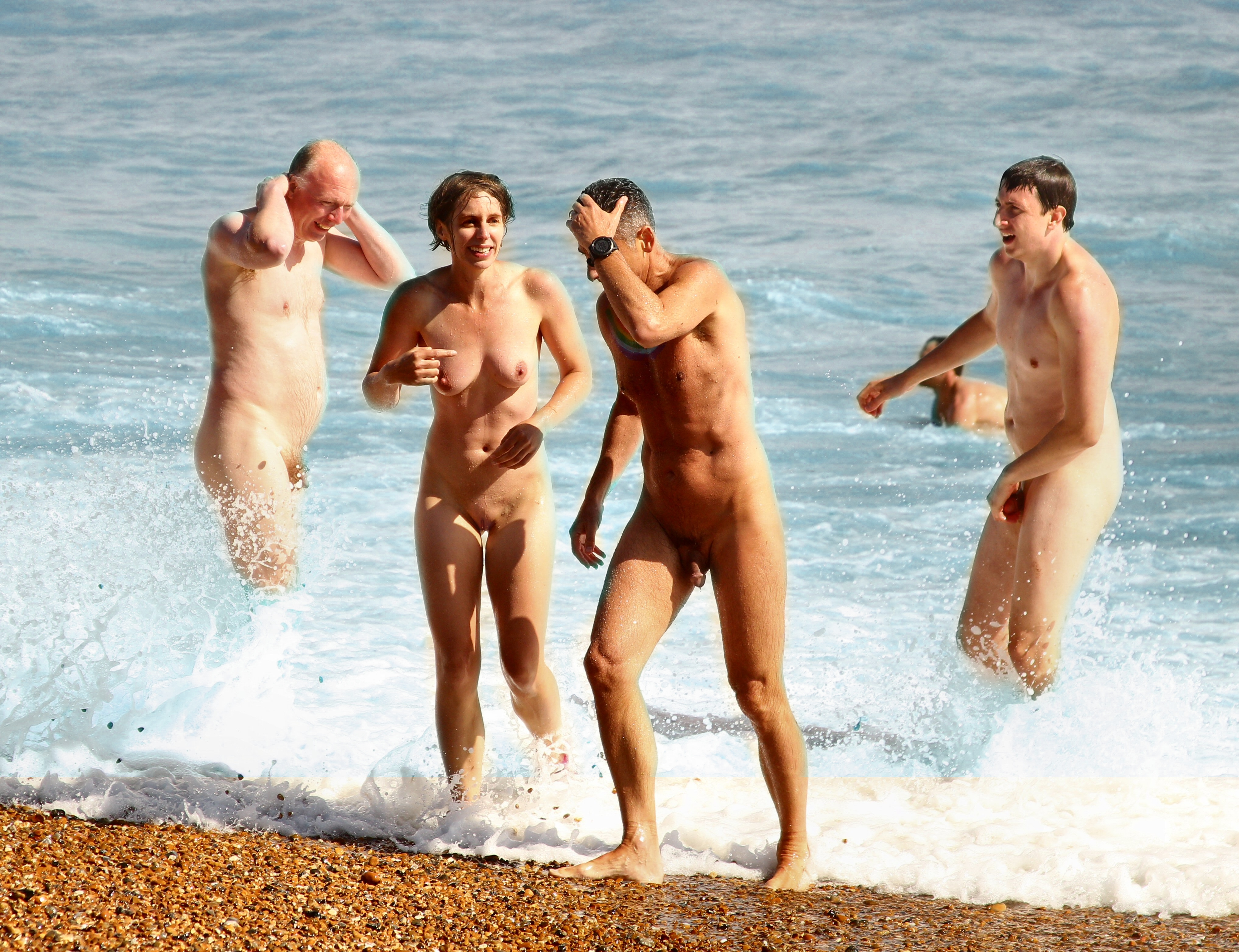
Gemeinsames Nacktbaden ist eine Erscheinungsform der Freikörperkultur (Brighton, Großbritannien, 2017)

Freikörperkultur bzw. Naturismus ist als Haltung und Lebensweise folgendermaßen definiert:

„Sie kommt zum Ausdruck in der gemeinschaftlichen Nacktheit, verbunden mit Selbstachtung, sowie Respektierung der Andersdenkenden und der Umwelt. Gemeinschaftliche Nacktheit ist ein essentielles Kennzeichen des Naturismus, der die Naturelemente Sonne, Luft und Wasser völlig auswertet. Der Naturismus stellt das physische und psychische Gleichgewicht wieder her, indem er Erholung in einer natürlichen Umgebung bringt, durch Bewegung und Respekt für die Grundprinzipien von Gesundheits- und Ernährungslehre. Der Naturismus fördert viele Aktivitäten, die die Kreativität entwickeln. Völlige Nacktheit ist der geeignetste ‚Anzug‘, um eine Rückkehr zur Natur zu verwirklichen, und ist mit Sicherheit der sichtbarste Aspekt des Naturismus, auch wenn sie nicht der einzige ist. Sie hat eine ausgleichende Wirkung auf Menschen, indem sie sie von Spannungen befreit, die durch Tabus und Provokationen der heutigen Gesellschaft verursacht sind, und den Weg zu einer einfacheren, gesünderen und menschlicheren Lebensweise zeigt.“

Von dieser Definition losgelöste Nacktheit oder Nudismus haben von daher keinen Anspruch, als gelebte Freikörperkultur oder als Naturismus anerkannt zu werden. Der Anspruch der Naturisten geht weit über Nudismus hinaus, denn dieser beschränkt sich weitestgehend auf Nacktheit ohne Gemeinsamkeit und ohne Bezug zu den Werten der FKK.

### Inhalte

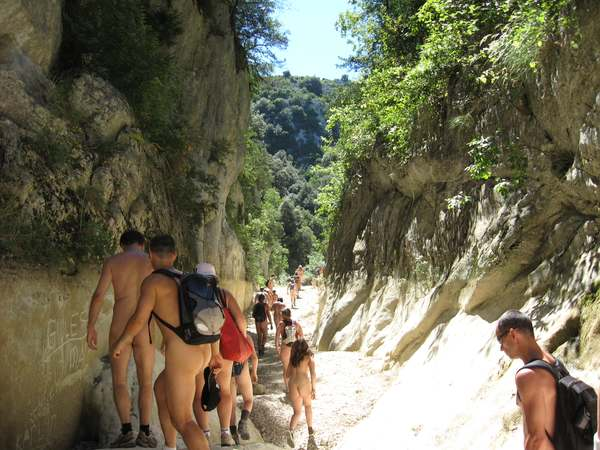
Nacktwandern in Frankreich, 2008

In der Freikörperkulturbewegung gilt die Lebenseinstellung, nach welcher der nackte Körper kein Grund für Schamgefühle ist. Die gemeinschaftlich praktizierte Nacktheit der Freikörperkultur wird in diesem Sinne oftmals als befreiend erlebt und geht mit gegenseitiger Akzeptanz und positivem Körperbild einher. Anliegen ist dabei die Freude am Erlebnis der Natur, am Nacktsein selbst oder die Realisierung von Freiheit. Die Nacktheit der Freikörperkultur steht dabei in keinem sexuellen Bezug. Nacktheit am Strand und im Wasser geht im Vergleich zu Badebekleidung mit einer anderen Oberflächensensibilität einher, die meist als angenehm erlebt wird. Die im Sinne der FKK propagierte Nacktheit wird als asexuell erlebt und steht in keinem unmittelbaren Zusammenhang zur Sexualität.
Im Rahmen der Freikörperkultur wird zumeist Baden, Sonnenbaden an Badeseen oder Stränden (den „FKK-Stränden“), Sport und sonstiges Freizeitleben nackt praktiziert. In zahlreichen Ferienanlagen, Campingplätzen und Anlagen von Sportvereinen gelten die Regeln der Freikörperkultur. In nationalen und internationalen FKK- oder Naturismusverbänden sind die FKK-Anhänger und Naturisten organisiert.
Die Nacktheit in intimen Situationen, unter der Dusche oder in der Sauna gehören nicht zur Freikörperkultur. Diese Nacktheit setzt keinen besonderen Gruppenkonsens voraus.

#### Freikörperkultur, Naturismus, Nudismus

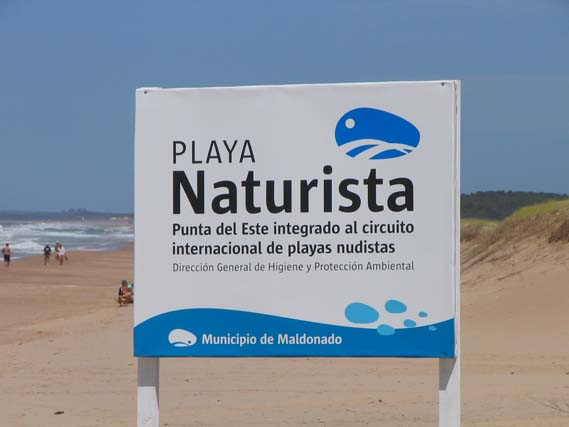
„Playa Naturista“: Ausschilderung für den Naturistenstrand in Maldonado (Uruguay)

Die Begriffe Freikörperkultur und Naturismus bezeichnet einen Lebensstil, der eine Kultur der gegenseitigen Rücksichtnahme und Solidarität und ökologisches Engagement einschließt. In diesem Sinne steht der Naturismus in der Tradition der Lebensreform, auch wenn ihm asketische Tendenz (Verzicht auf Alkohol und Nikotin, Vegetarismus usw.) zunehmend abgehen. Der Nudismus dagegen bevorzugt eine Lebensgestaltung ohne Kleidung unabhängig von weiteren positiven Zielen. Der Begriff Nudisten wird zuweilen abwertend gebraucht und ihr Nacktsein in die Nähe von Exhibitionismus gerückt. Der teilweise Missbrauch des Begriffs „FKK“ zu pornografischen Zwecken – nicht zuletzt im Internet – hat dazu geführt, dass der Begriff des Naturismus auch in Deutschland den Begriff „FKK“ zunehmend ersetzt.
Außerhalb des deutschen Sprachraums werden die Begriffe Nudismus für Nacktkultur allgemein und Naturismus sowie FKK für den oben definierten Lebensstil verwendet. In vielen Ländern Europas hat man allerdings das Kürzel „FKK“ übernommen, ohne sich über die Inhalte im klaren zu sein. Diese Abkürzung im Zusammenhang mit Freikörperkultur oder Nacktsein bürgerte sich in den deutschen Sprachgebrauch erst seit Ende der 1960er-Jahre ein. Häufig wird im englischen Sprachraum die Bezeichnung „clothing optional“ (deutsch „Kleidung optional“) genutzt, um zu verdeutlichen, dass Nacktheit toleriert beziehungsweise explizit erlaubt ist. Im Niederländischen umfasst der Begriff „naaktrecreatie“ das Nacktsein im Sinne von Erholung, nahezu passend zum Nudismus.

#### FKK in Deutschland
Der Begriff Freikörperkultur umfasst im deutschsprachigen Raum heute verschiedene Ausprägungen. Viele Anhänger beschränken sich mit der Ausübung auf Vereine, Campingplätze oder extra gekennzeichnete Strände. Die Anhänger dieser Kultur heißen traditionell Naturisten oder FKK-ler. Ihr Lebensstil schließt viele Erscheinungsformen ein, z. B. Wandern, Radeln, Sport, Kanufahren in freier Natur, was gegenseitige Toleranz und Rücksichtnahme voraussetzt und oft mit ökologischem Engagement verbunden wird. In diesem Sinne steht der Naturismus in der Tradition der Lebensreform, auch wenn ihm deren asketische Tendenz (Verzicht auf Alkohol und Nikotin, Vegetarismus, Freiwirtschaft usw.) heute meist abgeht.
Seit der weitgehenden Enttabuisierung der öffentlichen Nacktheit – in der Bundesrepublik Deutschland in den 1970er- und 1980er-Jahren – wird auf einen besonderen Begriff für nackte Menschen zunehmend verzichtet. Während das Praktizieren der FKK in den 1950er-Jahren streng auf Vereinsebene reglementiert war, etablierte sich Anfang der 1970er-Jahre das freie („unorganisierte“) Nacktsein: Menschen waren überall dort nackt, wo es nicht explizit verboten war, und in vielen öffentlichen Schwimmbädern wurden Nacktbadezeiten eingeführt.
Die Bezeichnung Freikörperkultur ist erweitert aus Körperkultur, worunter Anfang des 20. Jahrhunderts die Hinwendung zum Körperlichen durch Sport, Wandern und andere Freizeitgestaltung in der Natur verstanden wurde. Dies galt als Gegenbewegung zu einem als „muffig“ empfundenen Bürgertum und einer beengten, städtischen Lebens- und Wohnsituation mit wenig Luft und Licht. Diese Bewegung mit bequemer und gesunder Kleidung vollzog dann zum Teil den Schritt zur Nacktheit und wählte den Zusatz frei- zum Hauptbegriff Körperkultur. Der Begriff Freikörperkultur trat dann zunehmend an die Stelle des zunächst bevorzugten Begriffs „Nacktkultur“, der auf starke Tabuschranken stieß. Der Ausdruck FKK hat als Synonym für nackt seit den 1970er-Jahren auch sonst in viele Wortschöpfungen Eingang gefunden, zum Beispiel in FKK-Baden für Nacktbaden, FKK machen (oder … treiben) für Nacktsein generell.
Auch im 21. Jahrhundert werden in Deutschland öffentliche Badestellen, die zum Nacktbaden vorgesehen sind, meist als „FKK-Strand“ oder „FKK-Badestelle“ bezeichnet, obwohl viele dort badende Gäste keine besondere Kulturbewegung mit dem Baden ohne Bekleidung verbinden und sich aus unterschiedlichsten Gründen dort nackt erholen. So hat die Stadtverwaltung München bei der Benennung ihrer Nacktbadebereiche die Abkürzung „FKK“ vermieden.

### Verhältnis von FKK zur Sexualität
Im Gegensatz zum eigenen Selbstverständnis werden die Freikörperkultur und Nacktsein in der Öffentlichkeit in der Fremdwahrnehmung mitunter in die Nähe von Exhibitionismus und Voyeurismus gerückt. Dies findet seinen Ausdruck unter anderem darin, dass der – nicht geschützte – Begriff für kommerzielle Erotikangebote in Namensgebungen wie „FKK-Club“ Verwendung findet. Insgesamt scheint es für Nicht-Nudisten ohne Erfahrungen und Kontakt zur Freikörperkultur oftmals schwer vorstellbar, Nacktheit außerhalb eines engen privaten Bereichs nicht automatisch mit Sexualität in Verbindung zu bringen.

„Es gibt Saunaclubs oder Bordelle, die sich zwar als FKK-Saunaclubs bezeichnen, sich jedoch nur hinter dem Begriff FKK verstecken. Hier wird eine Idee oder Ideologie missbraucht.“

 Diese Sichtweise gründet in der kulturell verankerten Annahme, dass die Nacktheit zwangsläufig sexuell ist. Die amerikanischen Psychologen Paul Bindrim und Leonard Blank waren mit die ersten, die sich mit der Beziehung zwischen sozialer Nacktheit und Sexualität befassten. Sexuelle Erregung stellt für sie eine gelernte Reaktion dar, die in der christlich-abendländischen Kultur mit Nacktheit assoziiert wird. Im Gegensatz zur Mainstream-Kultur ist Nacktheit im Rahmen der Freikörperkultur jedoch nicht sexuell und stellt somit keinen sexuellen Reiz per se dar.

#### Natürliche Nacktheit
Der Naturismus betont eine hohe Verbundenheit mit der Natur; gemeinsam nackt sein in Natur und Freizeit ist Grundprinzip der Freikörperkultur. Dem eigenen Selbstverständnis nach ist die im Rahmen der Freikörperkultur praktizierte Nacktheit dem Prinzip nach nicht sexuell. Diese Haltung findet sich sowohl implizit als auch explizit in den Satzungen verschiedener naturistischer Verbände und Vereine. So wird sexuelles Verhalten auf dem Gelände von FKK-Vereinen, Schwimmbädern oder Campingplätzen untersagt, an frei zugänglichen FKK-Stränden ist dies in der Regel verpönt.
Dieses Selbstverständnis ist historisch auf die Anfänge der FKK-Bewegung und deren Wurzeln in der Lebensreform des 19. Jahrhunderts zurückzuführen. Nacktheit, ebenso wie Veganismus, landwirtschaftliche Autarkie und Naturverbundenheit, ist hierbei als Rückbesinnung zur Natur und als Abkehr vom degenerierten, urbanen Leben der Industriegesellschaft zu verstehen.

„Bei der naturalistischen Bewegung ging es nicht um die Sexualisierung des Körpers, sondern um Gesundheit und auch die Idee, die Menschen von der Scham zu befreien – sowie von sozialer Ungleichheit und den ungesunden Lebensbedingungen in übervölkerten Städten während der beginnenden Industrialisierung.“

Gleichwohl stand die Bewegung in jener Zeit in klarem Widerspruch zu gesellschaftlichen Normen und Konventionen, deren Überwindung sie sich zum Ziel gemacht hatte. Eine Etablierung von Nacktheit als eindeutig asexuell, versehen mit Attributen wie Natürlichkeit, Reinheit und gegenseitigem Respekt diente einerseits der Selbstdefinition und Abgrenzung, nicht zuletzt aber auch der Vermeidung von Verfolgung und Verboten durch staatliche Behörden.

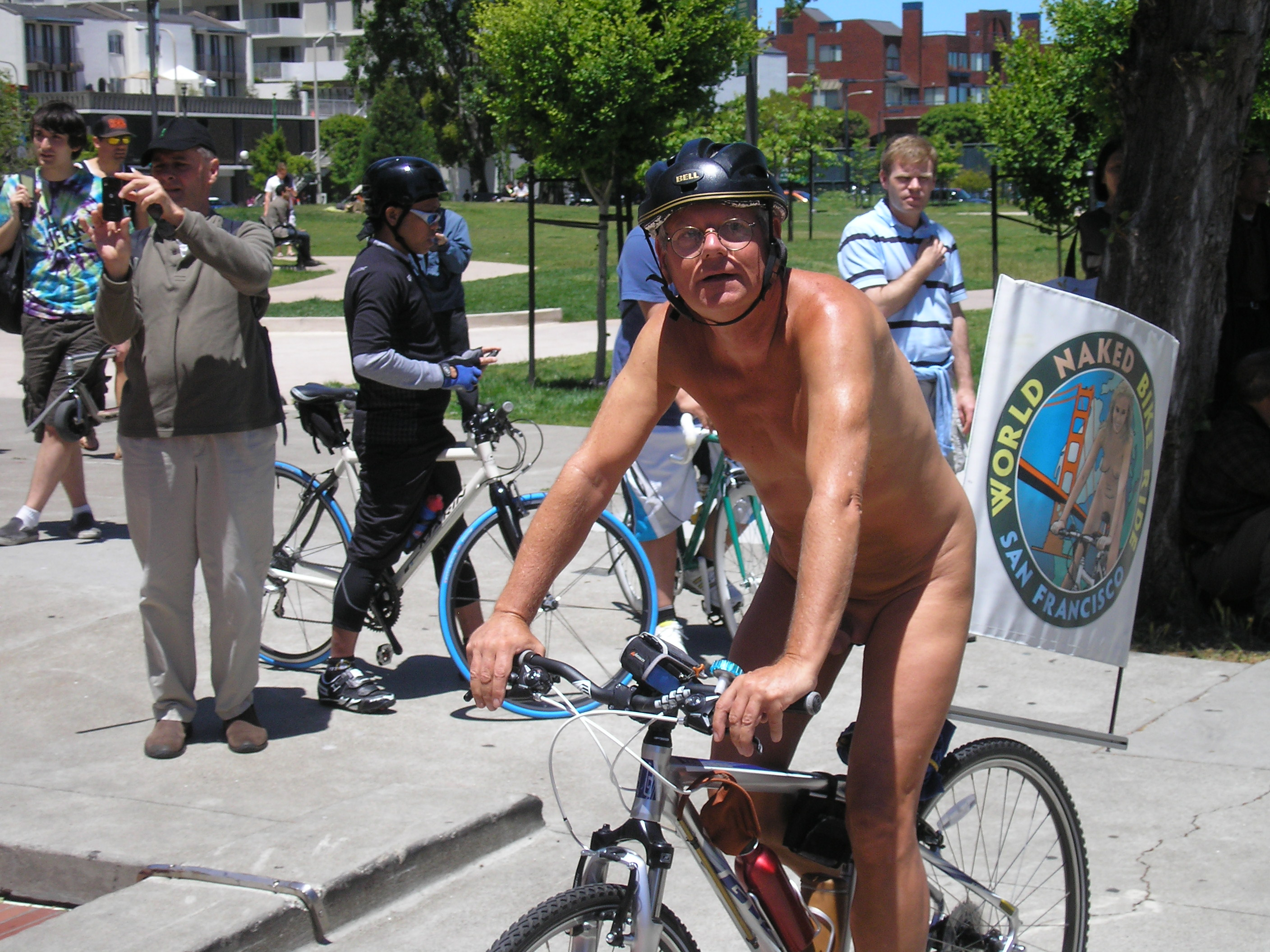
Gemeinsames Nackt-Radfahren beim WNBR

#### Exhibitionismus und Voyeurismus
Wissenschaftliche Studien und persönliche Erfahrungsberichte stimmen überein, dass Nacktheit innerhalb der Freikörperkultur ihre sexuelle Bedeutung verliert. Durch die gewohnheitsmäßige Konfrontation mit Nacktheit in alltäglichen Situationen, die eindeutig nicht sexuell sind, findet eine Entkontextualisierung von Nacktheit statt. Der Blick gewöhnt sich an nackte Körper beiderlei Geschlechts, die in unserem Kulturkreis sozialisierte Verbindung „Nacktheit → Sex“ löst sich auf. Somit entfallen die Motive für Exhibitionismus und Voyeurismus. Der Anblick von gegengeschlechtlicher Nacktheit behält zwar seinen ästhetischen Wert und eine gewisse Neugier in Bezug auf die Körper anderer Menschen bleibt bestehen. Der nackte Körper per se ist jedoch nicht mehr sexuell erregend, sobald die gesellschaftlich erlernten Schemata wegfallen.
Im Kontext der Freikörperkultur dient Nacktheit somit nicht als sexueller Reiz, und sie zieht somit auch keine besondere Aufmerksamkeit auf sich. Viele FKK-Anfänger berichten von einer „Normalisierung“ durch Nacktheit: Diese wird selbstverständlich und allgegenwärtig, verliert somit ihre Aufmerksamkeitsfunktion und „tritt in den Hintergrund“.

### Einfluss auf Körpergefühl und Selbstwahrnehmung

#### Überwindung von Körperscham
Kleidung dient, über ihre Schutzfunktion gegen Temperatur und Witterung hinaus, als psychische Barriere gegenüber anderen sowie auch als allgegenwärtiges Symbol von Status und sozialer Schicht. Eine „Entkleidung“ außerhalb der privaten Schutzzonen (Bade-, Schlafzimmer) geht somit mit Schutzlosigkeit, einem „Fremden-Blicken-ausgesetzt-Sein“ einher. Das Nacktsein vor fremden Personen in der Öffentlichkeit geht in unserer Kultur mit Scham und Peinlichkeit einher. Entsprechend werden erste Erfahrungen mit der Freikörperkultur von Personen, die nicht bereits seit ihrer Kindheit damit vertraut sind, oft als unangenehm und befremdlich berichtet.
Menschen, die zum ersten Mal in Kontakt mit der Freikörperkultur kommen, beschreiben in der Regel einen mehrstufigen Prozess der Annäherung an diese für sie ungewohnte Umgebung. Anfangs steht das unangenehme Gefühl der Bloßstellung und Schutzlosigkeit im Vordergrund, verbunden mit der Angst, dass andere einen anstarren und für die soziale Normverletzung sanktionieren könnten. Hinzu kommt eine starke Selbstaufmerksamkeit: Selbstempfundene körperliche Mängel und Makel rücken in den Fokus der eigenen Aufmerksamkeit. Dem folgt jedoch bald die Gewissheit, dass die für einen selbst bisher ungewohnte Nacktheit vor den Augen anderer hier nun ganz normal und „natürlich“ ist und auch keine Sanktionen oder kritischen Blicke drohen. Andere Menschen um einen herum, deren Körper mitunter ebenso wenig gesellschaftlichen Schönheitsidealen genügen, verbergen diese auch nicht und verstecken nicht ihre vermeintlichen „Makel“. Die Angst vor Spott, Kritik und Missbilligung weicht einem Gefühl der Wertschätzung und Sicherheit im Umgang mit dem eigenen Körper. Man wird akzeptiert, wie man ist, und ebenso schwindet die Beurteilung anderer nach gängigen normativ-ästhetischen Kriterien.

#### Akzeptanz des eigenen Körpers, psychisches Wohlbefinden

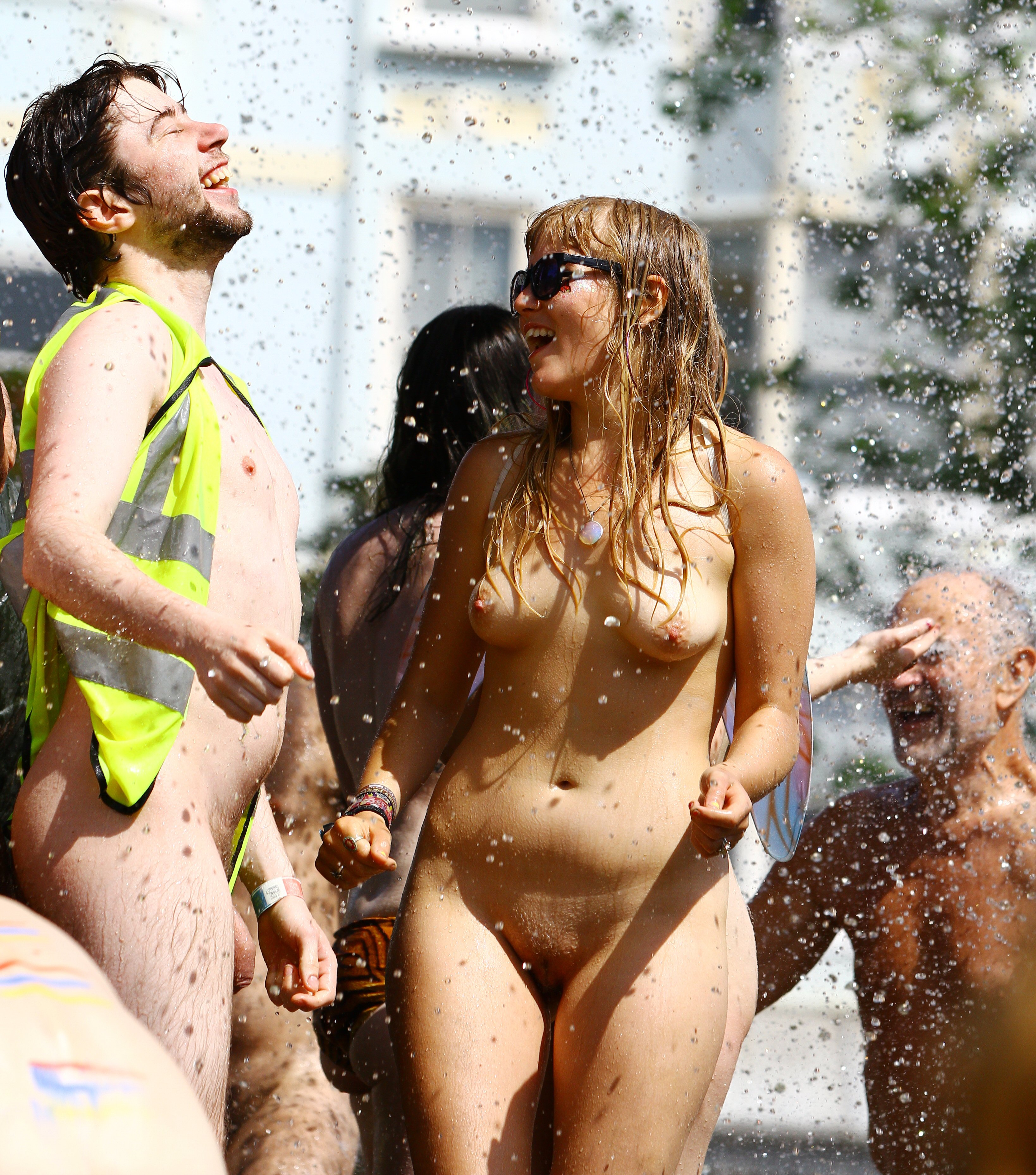
Gemeinschaftliche Nacktheit wird oft als befreiend empfunden und bedingt positive Akzeptanz für den eigenen Körper

Mit zunehmender Gewöhnung stellt sich ein positives Gefühl ein, dies wird meist mit „Freiheit“, „Entgrenzung“, „Verbundenheit mit Umwelt und Mitmenschen“ beschrieben. Gemeinschaftliche Nacktheit wird oft als befreiend empfunden und bedingt einen positiven Umgang mit dem eigenen Körper. Diese wird oft mit dem Konzept der Body positivity in Verbindung gebracht: Durch die Vergewisserung, dass der eigene Körper mit allen vermeintlichen Schwächen und Makeln von anderen nicht kritisch betrachtet wird, entstehen Selbstsicherheit und wohlwollende Akzeptanz. Das oftmals mit Nacktheit verbundene Gefühl der Selbst-Objektifizierung schwindet durch die Tatsache, dass der Blick auf nackte Körper frei von erotischem Begehren erfolgt. Die gemeinschaftliche Nacktheit geht mit gegenseitigem Vertrauen, Respekt und einer Abwesenheit von Inszenierung einher.

„FKK steht für Selbstbewusstsein und den Ausbruch aus gesellschaftlichen Zwängen. Das ist wichtig und förderungswürdig.“

Die Gefühle und Auswirkungen kollektiver, sozialer Nacktheit weisen Bezüge zu Formen der religiös-motivierten Nacktheit auf, wie jener der antiken Gymnosophisten oder auch heutzutage bei indischen Sadhus oder Digambara, deren Nacktheit neben Askese als Befreiung von weltlichen Zwängen verstanden wird. Hier zeigen sich Parallelen zum spirituellen Hintergrund des Naturismus.
In wissenschaftlichen Studien zeigt sich, dass Menschen, die regelmäßig FKK praktizieren, ein positiveres Körperbild und weniger Selbstzweifel in Bezug auf ihren Körper haben. Dies ist unabhängig davon, inwieweit diese dem gängigen Körperideal entsprechen. Eine Sozialisierung im Rahmen der Freikörperkultur führt im späteren Leben zu einem selbstbewussteren und entspannteren Verhältnis zum Körper und einer geringeren Verzerrung durch medial vermittelte Schönheitsideale.

„Hierzulande sind die Zeiten, in denen Menschen sich beim Anblick nackter Sonnenanbeter empörten, lange vorbei. Vielleicht ist FKK die Sehnsucht der Menschen nach dem Paradies. Vielleicht ein wenig Revoluzzertum. Vielleicht ist es einfach schön und befreiend. Wahrscheinlich ist es eine Mischung aus all diesen Argumenten.“

### FKK als Wirtschaftsfaktor: der „Natourismus“

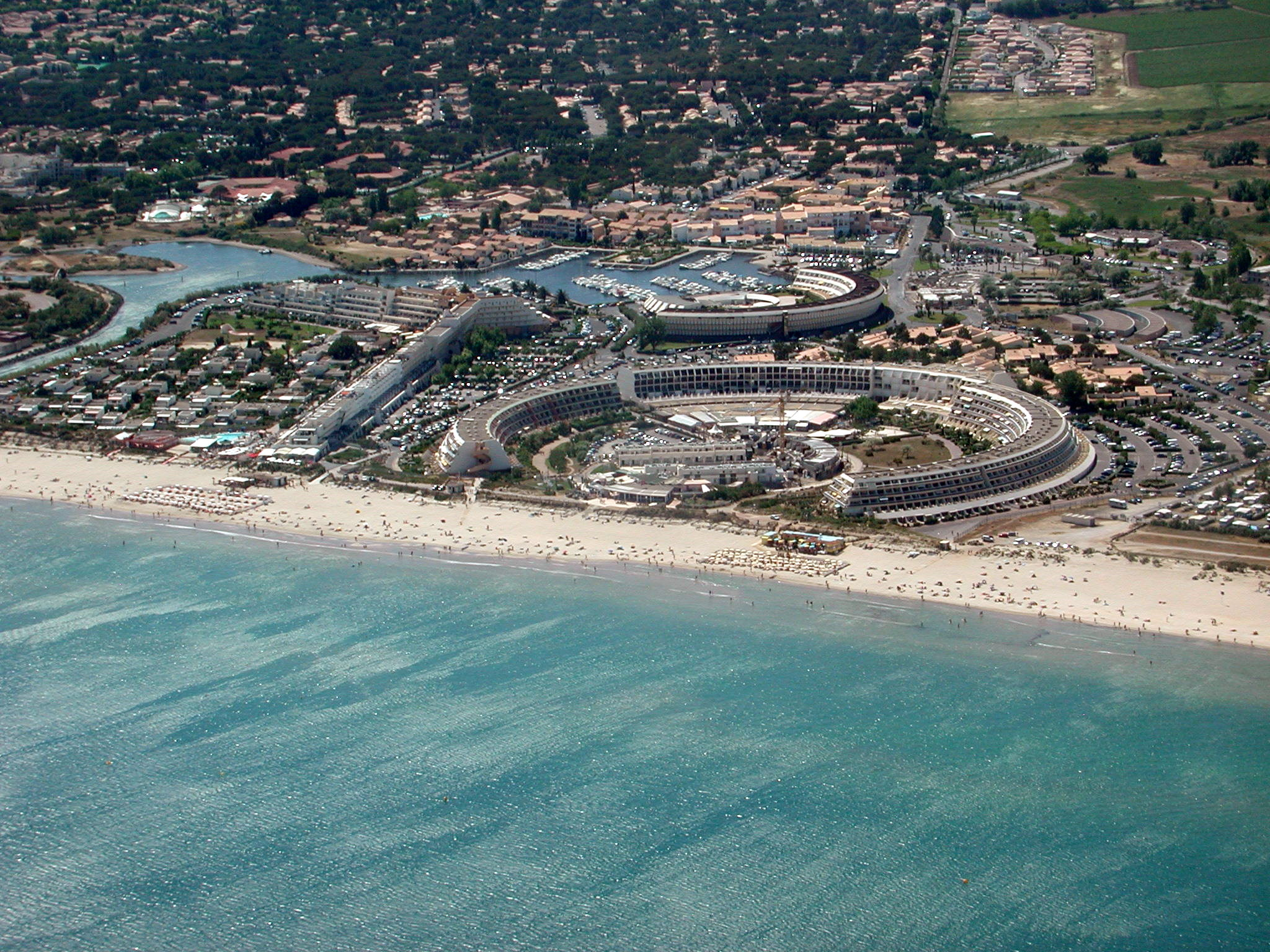
Village Naturiste Cap d’Agde

Während die Freikörperkultur in ihren Anfängen als alternative Lebensform in Abgrenzung zu Bürgertum und Establishment existierte, setzte im Laufe des 20. Jahrhunderts ebenso eine zunehmende touristische Kommerzialisierung ein. Diese Verbindung fand sich schon in den 1920er-Jahren am Motzener See:

„Für die Nackten von der Märchenwiese baute man um diese Zeit sogar eine eigene kleine Bahnstation, nun besaßen sie Europas einziges FKK-Gelände mit Gleisanschluss. Gewinnstreben siegte über die Bedenken der Sittenwächter, schließlich brachten die Naturisten viel Geld in die Dörfer.“

Reiseveranstalter wie Hummelreisen, NUR und Aldiana boten frühzeitig Nackt-Urlaub in Anlagen wie Club Corsicana, Club Aldiana oder Rivabella an. Inzwischen sind touristische Angebote für Naturisten wie FKK-Camping, FKK-Resorts und Ferienanlagen oder auch Spezialangebote wie FKK-Kreuzfahrten zu einem wirtschaftlich bedeutsamen Segment der Tourismusbranche geworden, für die sich auch das Kofferwort Natourismus etabliert hat.
In Deutschland wird der Markt für Nackterholung auf etwa zehn Millionen Urlauber jährlich geschätzt. Führende Reiseziele in diesem Segment sind derzeit Frankreich und Kroatien. Allein in Frankreich gibt es über 100 naturistische Feriendörfer und Campingplätze. Deren jährlicher Umsatz erreicht einen dreistelligen Millionenbetrag.
Viele Urlaubsorte und Regionen versuchen sich durch entsprechende Angebote an Nacktstränden und Resorts hervorzuheben. In Deutschland sind Sylt, Mecklenburg-Vorpommern und die Ostseeküste beliebte Urlaubsregionen für Nackterholung. In Frankreich sind das Tal der Cèze, die Biskayaküste mit unter anderem Montalivet-les-Bains, die Mittelmeerküste mit unter anderem der Île du Levant, Leucate und Cap d’Agde sowie zahlreiche Naturistenanlagen im Inland bekannte Bereiche für Nackturlauber. Auch in den Niederlanden gibt es eine Vielzahl von Anlagen, Campingplätzen und Strandabschnitten für Naaktrecreatie. Auf Mallorca wurde 2013 in S’Arenal de Sa Canova das erste FKK-Hotel der Insel eröffnet.
Darüber hinaus werden Tourismusangebote speziell für Nudisten vermarktet. Das Angebot reicht von Campingplätzen, Golfplätzen und Fitnesscentern bis hin zu Segeltörns und Safaritouren. Auch auf einigen großen Kreuzfahrtschiffen wie der AIDAdiva befinden sich gesonderte Nackt-Bereiche. Der Kreuzfahrtveranstalter Carnival Cruise Line stellt einmal jährlich das Schiff Carnival Freedom für eine einwöchige bekleidungslose Kreuzfahrt in der Karibik zur Verfügung. Mit zirka 3000 Passagieren ist dies die weltweit größte Nudistenkreuzfahrt. In Deutschland befindet sich mit der Kristalltherme Ludwigsfelde und der Therme Erding zwei große textilfreie Thermen. Echte FKK-Anlagen gehören der INF an; im Gegensatz zu diesen wird in diesen Thermen kein FKK-Mitgliedsausweis verlangt.

### Regionale Unterschiede

#### International
Nacktheit in der Öffentlichkeit wird in vielen Kulturen der Welt als anstößig betrachtet und ist – außer in bestimmten Zusammenhängen – verboten. Unter dieses Verbot kann bereits die Entblößung des Oberkörpers bei Frauen fallen.
In der DDR war Nacktbaden verbreitet. In Polen dagegen ist öffentliche Nacktheit verpönt. Im Zuge der EU-Osterweiterung fiel die Grenzbarriere. Dadurch trafen häufig polnische Badegäste an der Ostseeküste unvorbereitet auf nackte Menschen und reagierten bisweilen empört. Dies führte im Jahr 2009 zu politischen Verstimmungen zwischen Ahlbeck und Swinemünde.
In der UdSSR konnte man wegen Nacktbadens verhaftet werden. Erst Glasnost und Perestroika Mitte der 1980er-Jahre erleichterten den Bürgern in Russland, nach ihrer Fasson zu leben. Von 1992 bis 1995 gab es einen Boom. Im Jahre 1995 wurde der erste Verein in Moskau offiziell anerkannt und damit legal. 2006 hatte er etwa 200 Mitglieder. Im Silberwäldchen (Серебряный Бор, ‚Serebrjany Bor‘) liegt der bekannteste Nacktbadestrand bei Moskau. Die Gesamtzahl der offiziellen und erlaubten Strände ist überschaubar. Insbesondere auf der Krim ist Nacktbaden inzwischen verbreitet.
In den Vereinigten Staaten gibt es in den südlichen Bundesstaaten zahlreiche Urlaubs-Privatgelände, wo das Nacktsein erlaubt oder sogar erforderlich ist. An der Pazifikküste sowie in Florida existieren einige Nacktbade- bzw. Naturisten-Strände, außerhalb von diesen wird das Nacktsein an öffentlichen Badestränden nahezu überall rechtlich untersagt. Arnd Krüger hat die historische Entwicklung der FKK-Bewegungen in Deutschland und den USA verglichen und aufgezeigt, dass in Deutschland ein starker Nationalismus dahinter stünde, während in den USA von Anfang an Vermarktungsinteressen dominieren würde.
In Frankreich setzt sich die Aktivistengruppe Association pour la promotion du naturisme en liberté (APNEL) dafür ein, überall im öffentlichen Raum nackt sein zu können.
Kroatien gilt im Mittelmeerraum als das Land mit der ausgeprägtesten Tradition zur Nacktheit an Stränden, auf Campingplätzen und Hotels. Diese Nacktheit ist seit 1953 im damaligen Jugoslawien erlaubt und bis heute in der Adria-Region stark verbreitet, aber mit Freikörperkultur/Naturismus nicht gleichzusetzen.

#### Deutschland

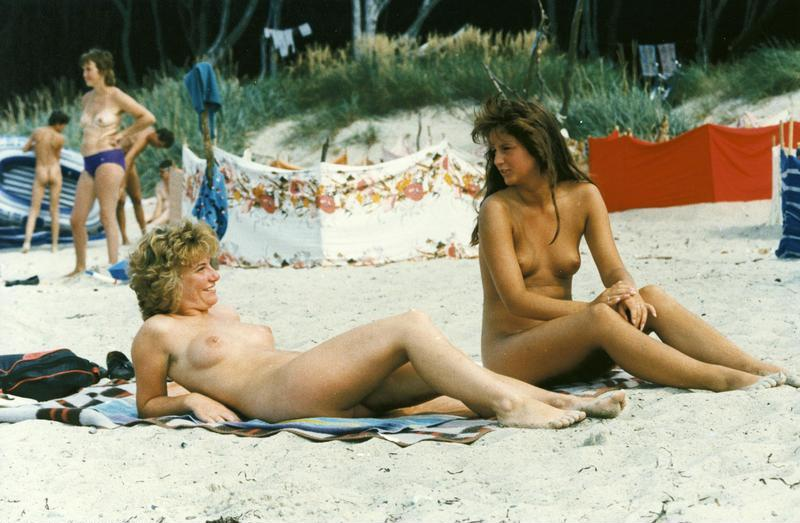
Sonnenbaden am Ostseestrand, DDR, 1988

Der Historikerin Dagmar Herzog zufolge ist die Kultur öffentlicher Nacktheit in Deutschland stärker ausgeprägt als in anderen westlichen Ländern. So war Deutschland Vorreiter der FKK-Bewegung, andere Länder wie das Vereinigte Königreich, Belgien und auch die USA folgten später. Herzog zufolge ist das entspannte deutsche Verhältnis zur Nacktheit zurückführbar „auf den Aufstand der 68er gegen die Heuchelei der 1950er-Jahre, ferner die Normalität des Nacktbadens in der DDR und den Fitness- und Wellnessboom der 1980er- und 1990er-Jahre“.
Nach der Wiedervereinigung wurde das Nacktbaden in den neuen Bundesländern zurückgedrängt. Besonders an den Ostseestränden kam es in den 1990er-Jahren zu Konflikten um das Nacktbaden, in deren Folge einige Kommunen die FKK-Strände wieder verkleinerten. An einigen Binnenseen in Mecklenburg und anderen Regionen im Osten Deutschlands hat sich die ungezwungene Nacktheit trotzdem weitgehend erhalten. Auch an der Ostsee wurden die Gepflogenheiten zuletzt wieder etwas lockerer. Inzwischen ist es an vielen ehemals textilfreien Orten weitgehend akzeptiert, sowohl bekleidet als auch nackt zu sein. Ausnahme bilden ausgesprochene Textilstrände und von FKK-Vereinen betriebene Strandabschnitte und Seen. In Großstädten wie München sind meist FKK-Bereiche in der Natur und städtischen Bädern ausgewiesen.
Laut einer 2014 durchgeführten Studie ist Deutschland weltweit das Land mit der größten Akzeptanz fürs Nacktsein: Rund ein Drittel aller Befragten gab an, schon einmal nackt in der Öffentlichkeit gewesen zu sein.

#### Österreich
Für Anhänger der Freikörperkultur gibt es zahlreiche Gelände von FKK-Vereinen und mehrere FKK-Campingplätze und FKK-Erholungszentren.
Nach dem Bau der Wiener Donauinsel hat die Wiener Landesregierung im Bereich des dort entstandenen Erholungsgebietes acht Kilometer Ufer- und Strandzone explizit für das Nacktbaden freigegeben. Einige kommunale Freibäder bieten Nacktbadebereiche an. Im Wiener Nationalpark Lobau gibt es öffentliche, wenngleich nicht behördlich definierte, Nacktbadeplätze, u. a. bei der Dechantlacke. In Graz gibt es im Freibad Straßgang einen durch eine Wand abgeschirmten Nacktbadebereich mit eigenem Becken. Am Schwarzlsee, einem fast 1 km langen Schotterteich mit Dauer-Camping und Veranstaltungshallen, ist in der nördlichen Hälfte des Badestrands Nacktbaden erlaubt.
Der Pleschinger See bei Linz weist seit 1982 einen offiziell FKK genannten Nacktbadebereich auf. Am Weikerlsee wird informell nackt gebadet, an einem Teil der Feldkirchner Badeseen bei Eintritt.
Eine Studie in verschiedenen Ländern Europas erforschte die Häufigkeit von nacktem Aufenthalt am Strand. Danach ist in Österreich die Bereitschaft beziehungsweise das Interesse an der Nacktheit am größten (gefolgt von Deutschland und Frankreich). Aus der Studie ist nicht erkennbar, in welchem Umfang die Österreicher überzeugte Anhänger der Freikörperkultur sind.

#### Schweiz
In der Schweiz gibt es nur wenige Badestrände, an denen FKK offiziell erlaubt oder zumindest geduldet ist. Ein solcher Bereich existiert beispielsweise beim Katzensee in der Nähe von Zürich. Andernorts wird eher inoffiziell an kleineren Gewässern nackt gebadet. Öffentliche Nacktheit ist in der Schweiz (ausser im Kanton Appenzell Innerrhoden, siehe unten) nicht grundsätzlich verboten.
Saunaanlagen werden in der Deutschschweiz in der Regel textilfrei besucht.
In der Schweiz koordiniert zudem der Dachverband die nationalen Aktivitäten der insgesamt 15 regionalen Naturistenvereine sowie die internationalen Anbindungen. Sieben der Vereine besitzen ein eigenes Gelände, auf welchem man sich in der Regel nackt bewegt.
Das Gelände der NASPO liegt in Nänikon im Einzugsgebiet von Zürich. Zweimal jährlich findet ein Tag der offenen Tür statt, an welchem die Besucher von 10:00 Uhr bis 12:00 Uhr das Gelände jewils bekleidet erkunden können.

### Rechtliche Aspekte öffentlicher Nacktheit

#### International

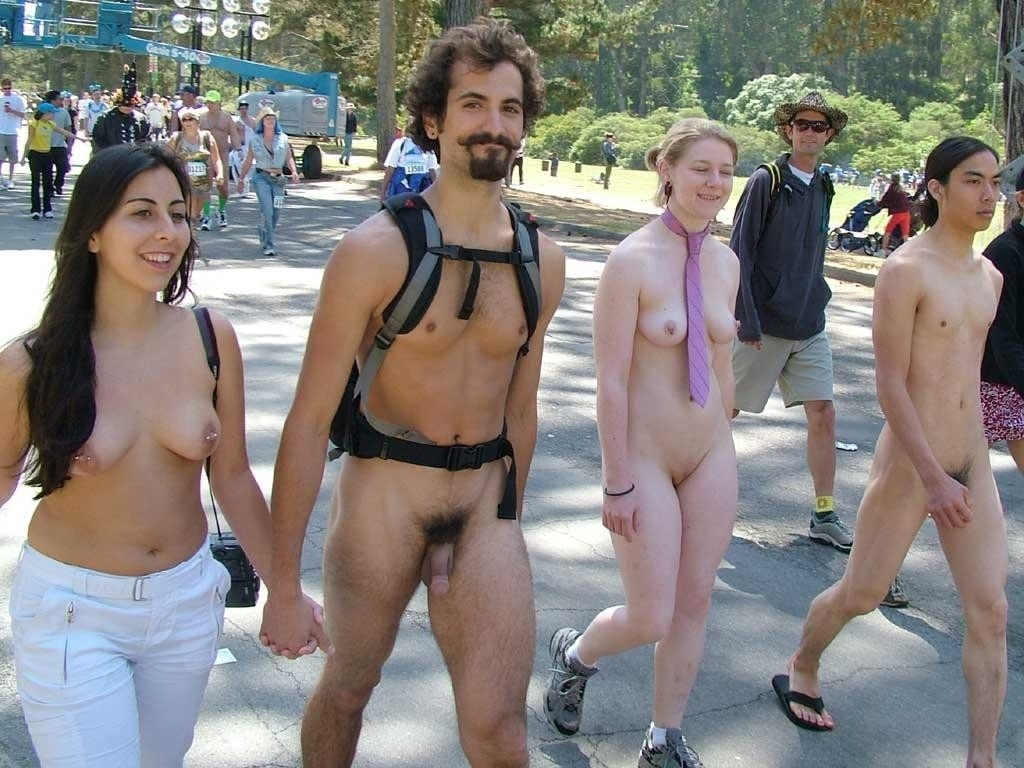
Der Bay-to-Breakers-Straßenlauf in San Francisco, 2008

Dänemark ist weltweit der einzige Staat, der Textilfreiheit prinzipiell an Küste und Strand erlaubt. In allen anderen Ländern Europas ist es an offiziell gekennzeichneten Badestränden erlaubt, an „wilden“ Nacktbadestränden allerdings nur mehr oder weniger durch den Staat geduldet.
Öffentlicher Nacktheit wird von Behördenseite mancherorts durch Verbote begegnet. So erließ die Stadt Brattleboro in den Vereinigten Staaten im Jahr 2007 ein Verbot öffentlicher Nacktheit, nachdem Jugendliche immer öfter nackt in der Stadt auftauchten.
In der Schweiz hat im stark katholisch geprägten Kanton Appenzell Innerrhoden die Landsgemeinde (das wahlberechtigte Stimmvolk als höchstes politisches Organ) vom 26. April 2009 Artikel 15 des kantonalen Übertretungsstrafrechts dahingehend ergänzt, dass fortan ein „öffentlich anstössiges, Sitte oder Anstand verletzendes Verhalten“ als Offizialdelikt bestraft wird. Obwohl nicht ausdrücklich genannt, wurde diese Bestimmung hauptsächlich mit Blick auf das Nacktwandern aufgenommen. Es handelt sich dabei nicht um eine Neueinführung eines Verbots, sondern um eine ununterbrochene und ansonsten kaum beachtete Praxis in mehreren Kantonen. Das Bundesgericht in Lausanne hat am 17. November 2011 diese Bestimmung als zulässig und auf das Nacktwandern anwendbar erklärt (vgl. dazu auch den Abschnitt „Wandern“ im Artikel „Nacktsport“).
In Polen wird öffentliche Nacktheit, teilweise auch an den öffentlichen Stränden, von Amts wegen verfolgt, wenn sie von Amtsträgern vor Ort oder über Videoüberwachungssysteme bzw. ortsfeste Geschwindigkeitsmessanlagen festgestellt wird, ohne dass es Geschädigte (belästigte Personen) gibt. Nach dem polnischen Vergehensgesetzbuch (kodeks wykroczeń) kann sie als Ungehörigkeitsvergehen mit Arrest, einer Geldbuße von bis zu 1500 PLN (ca. 350 Euro) geahndet werden. Bei Frauen wird bereits „oben ohne“ als Ungehörigkeit bestraft. Im polnischen Küstengebiet gibt es nur wenige Orte, wo das Praktizieren von FKK durch explizite Grenzmarkierungen und Hinweistafeln kommunal geduldet wird, so beispielsweise in Kołobrzeg oder Gdańsk. Diese Gebiete sind in der Regel bewusst nicht einsehbar und jenseits von stark frequentierten Zuwegen angelegt.
Eine in Freiburg im Breisgau ansässige Bürgerinitiative und ähnliche Initiativen in Großbritannien traten für die Anerkennung der öffentlichen Nacktheit als Bürgerrecht ein. Das galt für die Jahre 1999 bis 2005, während ab 2007 keine derartige Aktivität mehr auffindbar ist.
In Italien ist öffentliche Nacktheit verboten und wird mit sehr hohen Geldbußen geahndet, wobei einige wenige Regionen Naturismus-Gesetze zur Förderung des Tourismus umgesetzt haben, so z. B. Emilia-Romagna, Abruzzen und Veneto. So existieren nur dort einige wenige bewilligte FKK-Strände, auf denen Nacktheit ohne Strafe erlaubt ist. Auf allen anderen öffentlichen Stränden in Italien sowie auch auf normalerweise geduldeten FKK-Stränden können Ordnungshüter empfindliche Strafen aussprechen.
Die bis dahin allgemein geltende Tolerierung des Nacktbadens in Spanien wurde 2009 in einem Urteil des obersten Gerichtes eingeschränkt. Hintergrund war ein FKK-Verbot der Gemeinde Castell-Platja d’Aro, welches von Nudistenverbänden angefochten wurde. Diese klagten mit der Forderung „Nacktbaden sei ein Grundrecht“ vor Gericht gegen die Einschränkung. Auswirkungen zeigte das Urteil primär in der Region Costa Brava. Der Ort Charco del Palo auf der Kanareninsel Lanzarote besitzt seit 1980 als einziger eine offizielle FKK-Genehmigung.

#### Deutschland

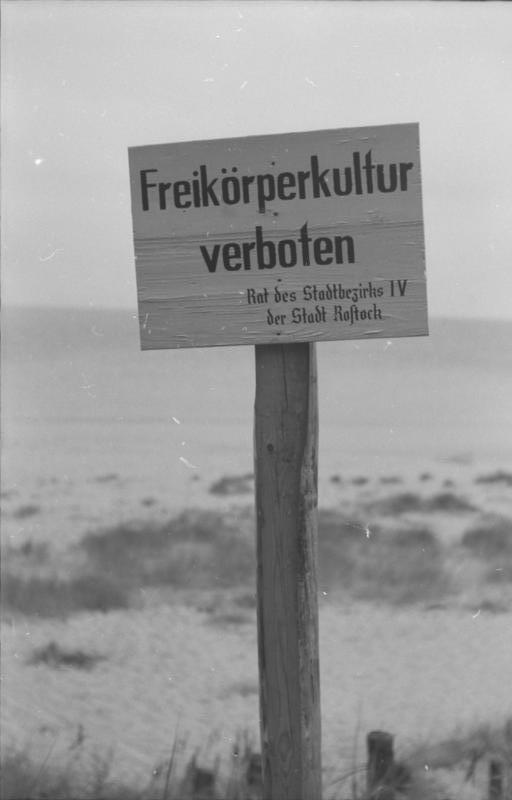
Historisches FKK-Verbotsschild am Strand von Warnemünde (August 1953)

In vielen Kommunen werden Strand-, Fluss- oder Parkbereiche ausgewiesen, in denen das Nacktbaden und -sonnen ausdrücklich zugelassen ist. Auch außerhalb dieser offiziellen FKK-Strände ist Nacktbaden an frei zugänglichen Badestätten oftmals ohne besondere Einschränkungen möglich.
Während Nacktheit am Strand und Badesee weitgehend geduldet ist und keine rechtlichen Konsequenzen nach sich zieht, ist Nacktheit außerhalb dieser Örtlichkeiten – nicht jedoch in der eigenen Wohnung und auf dem eigenen Grundstück – bisher mitunter sanktioniert worden. In Deutschland ist öffentliche Nacktheit (ohne sexuellen Bezug) strafrechtlich nicht verboten, sie wird jedoch gelegentlich wegen Belästigung der Allgemeinheit nach § 118 OWiG als Ordnungswidrigkeit mit Bußgeld belegt. In der Praxis wird meist ein Platzverweis ausgesprochen, eine Verfolgung als Ordnungswidrigkeit geschieht dagegen nur selten. Nudistische Veranstaltungen werden mitunter nicht genehmigt. So wurde 2005 beispielsweise eine „Nacktradel-Aktion“ durch das Verwaltungsgericht Karlsruhe untersagt. Als Begründung des Gerichts hieß es, dass die Pläne der allgemein anerkannten Regel der ungeschriebenen Gesellschaftsordnung, sich auf öffentlichen Straßen nicht nackt zu zeigen, widersprechen (Urteil vom 7. Juni 2005; AZ: 6 K 1058/05).
In der eigenen Wohnung und auf dem eigenen Grundstück ist beliebige Kleidung und damit auch die Nacktheit durch die Unverletzlichkeit der Wohnung (Art. 13) geschützt, unabhängig von eventueller Einsehbarkeit.

### Ablehnung von FKK, Verfolgung und Widerstand
Seit den Anfängen der Freikörperkultur sah sich diese Anfeindungen ausgesetzt und musste sich gegen behördliche Repressalien zur Wehr setzen. Diese Ablehnung erfolgte in der Regel aus moralischen Erwägungen und ging mit der Unterstellung der Unsittlichkeit öffentlicher Nacktheit einher. Darüber hinaus gingen damit mitunter politische Motive einher, da die FKK-Bewegung traditionell politisch links ausgerichtet war und der sozialistischen Arbeiterbewegung nahe stand.
Beispielhaft dafür ist die Verfolgung der Freikörperkultur ab 1933 im austrofaschistischen Ständestaat. FKK hatte sich ab den 1920er-Jahren in der Lobau fest etabliert und erfreute sich großer Beliebtheit in der jungen Bevölkerung Wiens. Mit der faschistischen Machtübernahme unter Engelbert Dollfuß endete die Toleranz, und die „Nackerten“ wurden zunehmender Verfolgung ausgesetzt. Die Polizeibehörden wurden dazu angehalten, verstärkt auf die „korrekte Bedeckung“ des Körpers zu achten und gegen jegliche „unnötige Nacktheit“ vorzugehen. Nach dem Zweiten Weltkrieg entspannte sich diese Situation wieder, und FKK konnte in Österreich wieder ausgeübt werden.
Das Recht auf öffentliche Nacktheit wird zunehmend eingefordert:
In der DDR wurden ab den 1950er-Jahren in verschiedenen Regionen der Ostsee Konflikte zwischen nackten und bekleideten Badegästen ausgetragen, der sogenannte „Höschen-Krieg“. Dabei kam es zu Beleidigungen und tätlichen Übergriffen von beiden Seiten. Es kam zum Einschreiten der Polizei, in einigen Verwaltungsbezirken wurden FKK-Verbote verhängt. Dies führte zum Widerstand von Seiten der FKK-Bewegung. Teilweise wurden bekleidete Personen, die dem FKK-Bereich zu nahe kamen, „zwangsentkleidet“ und an Bäume gebunden. Der Kultusminister der DDR, Johannes R. Becher forderte Erlasse dagegen, dass „gewisse Leute ihre deformierten Körper zur Schau stellen“ würden. Aus dieser Zeit stammt auch die später bekanntgewordene Anekdote, wonach Johannes R. Becher eine nacktbadende Frau mit den Worten: Schämen Sie sich nicht, Sie alte Sau? anschrie. Es handelte sich dabei um die Schriftstellerin Anna Seghers, welche er nicht erkannt hatte. Als Becher ihr wenige Wochen später den Nationalpreis erster Klasse mit den Worten Meine liebe Anna überreichte, erwiderte Seghers für alle deutlich hörbar: Für dich immer noch die alte Sau. Die FKK-Kultur der DDR ging siegreich aus diesem Konflikt hervor, ab den 1960er-Jahren wurde FKK in der DDR zur Massenbewegung und so verbreitet wie sonst nirgendwo auf der Welt.

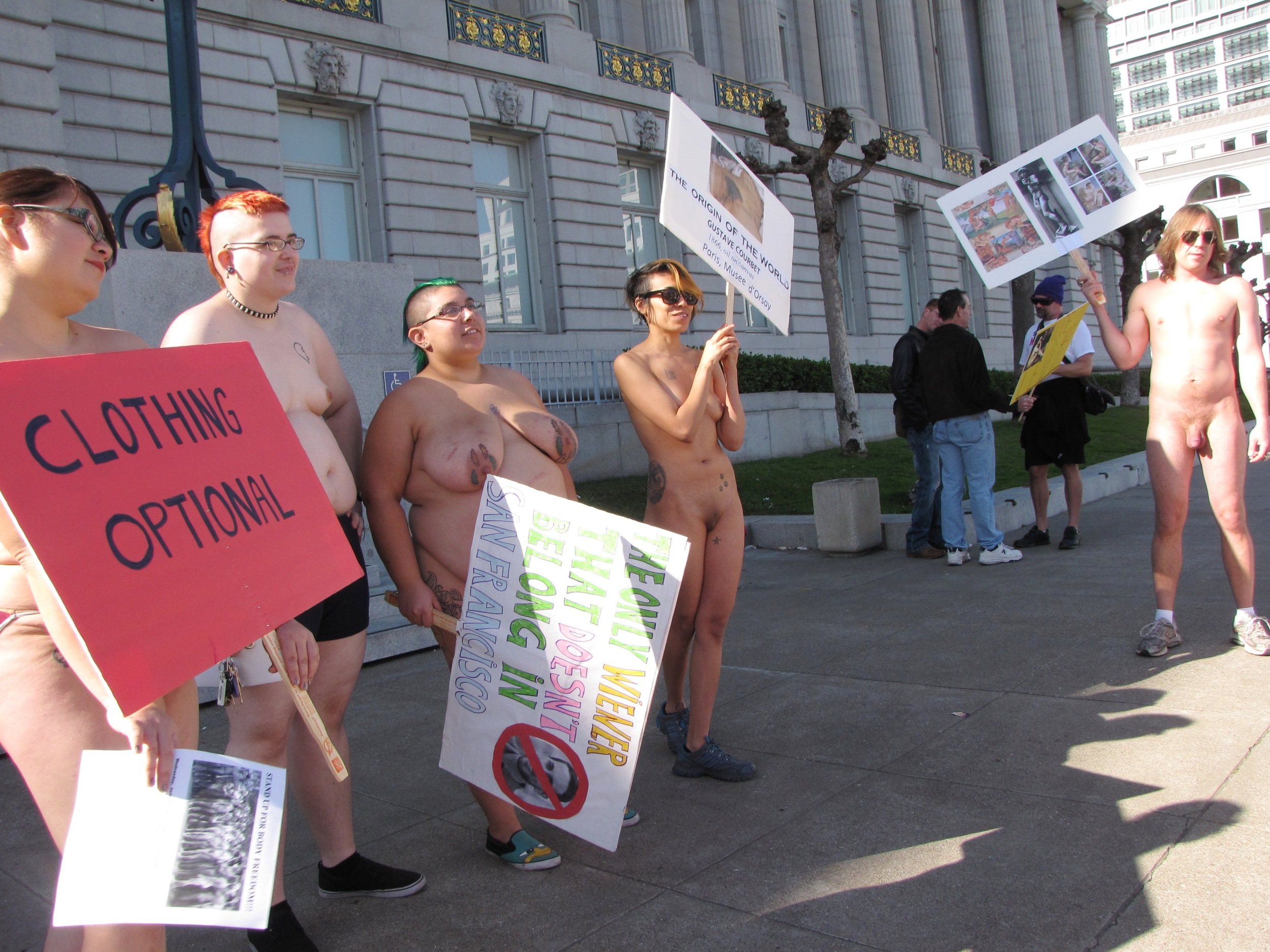
Öffentlicher Protest gegen ein FKK-Verbot vor der City Hall (San Francisco), 2013

Obgleich heute in den meisten westlichen Ländern FKK-Strände und Einrichtungen existieren und sie überwiegend toleriert sind, kommt es nach wie vor auch in Europa zu Übergriffen und Anfeindungen. So kam es 2016 im FKK-Bereich des Strandbades von Xanten zu Beleidigungen und Beschimpfungen von Badegästen, vermutlich vor einem politisch-religiösen Hintergrund. Polizei und Staatsschutz nahmen daraufhin Ermittlungen auf.
In der Nähe von Porto-Vecchio auf Korsika kam es 2017 an einem Strand zu einem Schusswaffengebrauch durch einen lokalen Geschäftsinhaber. Er stand der dortigen Nackterholung ablehnend gegenüber und forderte die Nackten auf, sich zu bekleiden. Als diese sich weigerten, kam es zum Streit, worauf der Geschäftsmann einer flüchtenden Frau ins Bein schoss. In der Nähe von Hamburg überfuhr 2018 ein Landwirt einen nackten Mann mit seinem Geländewagen. Laut seiner Aussage habe er den Badegast übersehen; es gab jedoch im Vorfeld bereits Konflikte zwischen dem Landwirt und Nudisten. Der Bauer wurde wegen fahrlässiger Körperverletzung verurteilt. Im brandenburgischen Lychen eskalierte im Jahr 2020 ein FKK-Streit: obgleich an den umliegenden Badeseen seit vielen Jahrzehnten nackt gebadet wurde, erließ die Stadtverwaltung ein FKK-Verbot an den kommunalen Badestellen. Dies führte zu erbittert ausgetragenen Konflikten zwischen Befürwortern und Gegnern der Entscheidung, bis hin zu Erpresserschreiben und der Drohung, einen See mit Dieselkraftstoff zu vergiften. Der Konflikt endete mit dem Rücktritt eines Stadtverordneten und der Aufhebung des Verbots.
In neuester Zeit gibt es seitens Gruppen von sogenannten Nacktivisten Bestrebungen, möglichst in jeder Lebenslage nacktiv zu sein und die Zulässigkeit des Nacktseins auch auf den gesamten öffentlichen Raum auszudehnen. Eine Haltung, die zum Nudismus, nicht jedoch zum Naturismus passt. Von den Nacktivisten wird gefordert, dass auch außerhalb begrenzter Nacktbereiche, beispielsweise im städtischen Raum, Nacktheit gestattet sein sollte. Dabei wird nicht öffentliche Nacktheit als Problem angesehen, sondern die öffentliche Einstellung gegenüber der Nacktheit:

„Nur sehr wenige stören sich an uns – und die, die es tun, müssen eher was an ihrer Einstellung ändern.“

In den Vereinigten Staaten gibt es an der Westküste in Städten wie Portland, Seattle und San Francisco eine ausgeprägte Nudistentradition, die jedoch immer wieder von Polizei und Verwaltungsbehörden in Frage gestellt wird. In San Francisco, einer traditionell sehr liberalen Stadt, sprach sich die Stadtvertretung im November 2012 für ein Verbot öffentlicher Nacktheit innerhalb der Stadt aus. Diese Entscheidung zog Proteste und Demonstrationen von Bürgern nach sich.

## Geschichte
Die bei weitem umfangreichste Sammlung zur historischen und aktuellen Situation der Freikörperkultur, die „Internationale FKK-Bibliothek“ (ehemals Sammlung Damm – Baunatal), befindet sich im Niedersächsischen Institut für Sportgeschichte in Hannover.

### Hintergrund
In Badehäusern wurde auch im Mittelalter meist nackt gebadet, wenn auch gelegentlich moralische oder (im Hinblick auf Krankheitsübertragung) medizinische Bedenken dazu geäußert wurden. In weiten Teilen Mitteleuropas badeten die Menschen bis ins 18. Jahrhundert hinein in Flüssen und Seen nackt, wenn auch oft nach Geschlechtern getrennt. Erst im späten 18. Jahrhundert begann hier die wirksame Tabuisierung der öffentlichen Nacktheit, die im dünner besiedelten Skandinavien nie durchgesetzt wurde. Parallel dazu propagierte und praktizierte Lord Monboddo (1714–1779) bereits im 18. Jahrhundert das Nacktbaden als Wiedererwachen der altgriechischen Nacktkultur. Es fand literarische Erwähnung in Georg Christoph Lichtenbergs (1742–1799) Buch Das Luftbad.

### Von 1898 bis 1920: Nacktkultur in Lebensreform- und Jugendbewegung

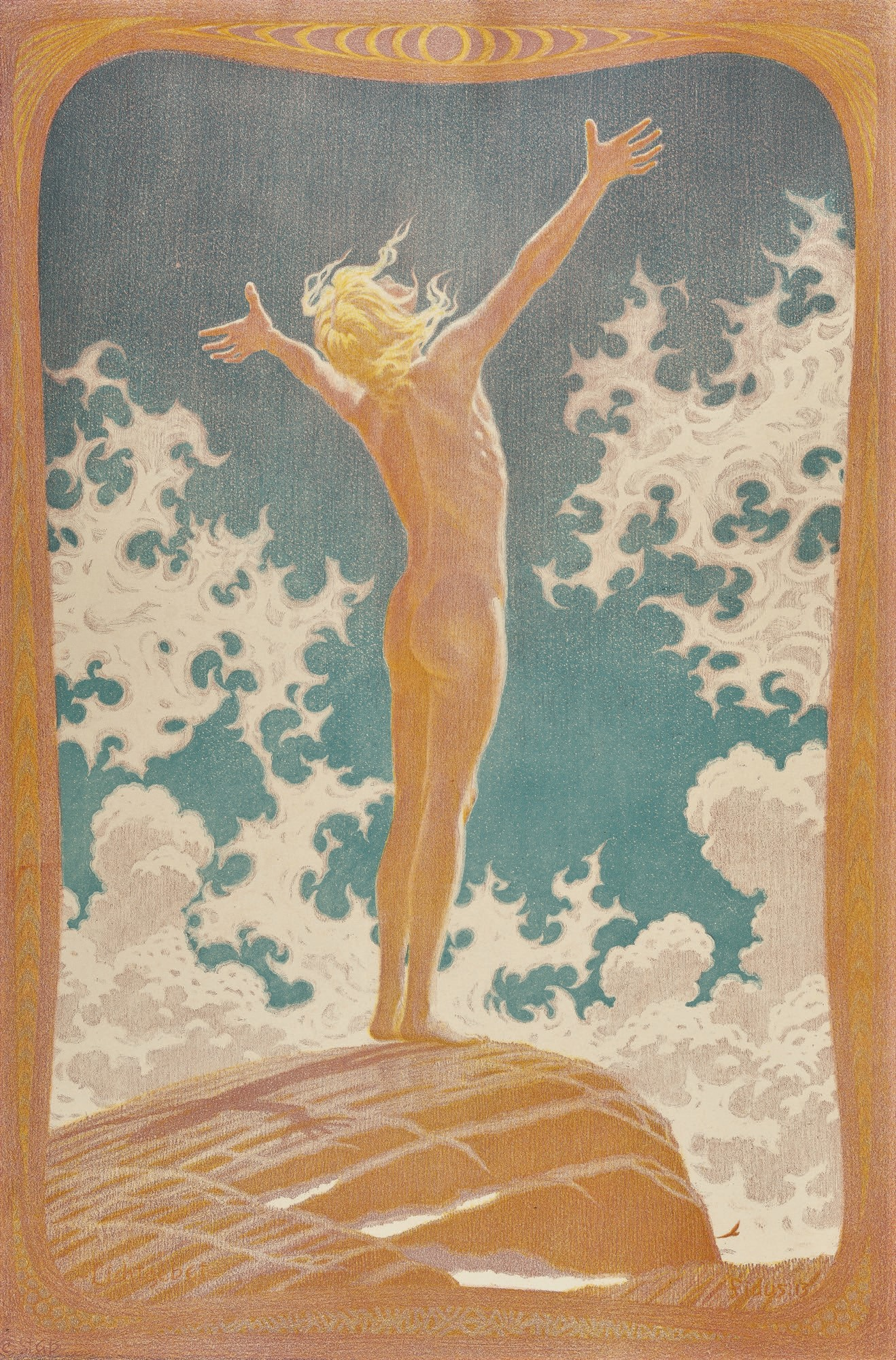
Lichtgebet von Fidus, 1905

1898 entstand in Essen der erste FKK-Verein. Um 1900 kam das Nacktbaden im Raum Berlin und an Nord- und Ostsee immer mehr auf. Wenige Jahre zuvor war vielerorts ein gemeinsames Baden in der Öffentlichkeit – selbst in zeitgemäß umfänglicher Badebekleidung – offiziell verboten worden oder galt als unmoralisch. Ebenfalls um 1900 begann die naturistische Bewegung in Frankreich.

„Der erste offizielle FKK-Verein Deutschlands wurde 1898 im Ruhrgebiet gegründet, obwohl das Zentrum des Nacktbadens immer schon eher an der Küste und um das liberale, experimentierfreudige Berlin herum lag.“

Noch lange Zeit nach der politischen Liberalisierung versuchten konservative Kreise, das besonders unter urbanen Intellektuellen zunehmend populäre Nacktbaden als Sittenverfall zu bekämpfen. Als Gegenbewegung dazu formierten sich vor allem in Preußen, das traditionell toleranter war als andere Länder des Deutschen Reiches, lebensreformerische und naturistische Nacktkultur (FKK-)Vereinigungen, von denen es bereits 1913 über 50 gab. Der hohe ideologische Anspruch dieser Vereine zeigt sich in Namen wie zum Beispiel „Die neue Zeit“ oder „Bund freier Menschen“. Eine große Zahl der Naturisten jener Zeit kam aus der Wandervogel- beziehungsweise der Jugendbewegung.

Religiös begründeter Nudistenprotest von Duchoborzen-Extremisten (Sons of Freedom) in Langham (Saskatchewan, Kanada; kurz nach 1900)

Konsul a. D. Joseph Salomonson beim Ackerbau auf dem Monte Verità, 1907

Die frühen Protagonisten der FKK hatten unterschiedliche politische Ausrichtungen. Man wollte – pointiert formuliert – mit der Nacktheit entweder die Gleichheit aller Menschen erreichen oder aber die Rückkehr zu den abgehärteten, nackten Germanen, von denen der römische Schriftsteller Tacitus in seiner Germania berichtet. Wirklich ideologiefreie FKK-Vereine, die das Nacktsein einfach als die angenehmere und intensivere Art des Naturerlebnisses betrachtet hätten, gab es zu dieser Zeit kaum.
Bekannte Persönlichkeiten, die zu jener Zeit als „FKK-Pioniere“ zur Entstehung und Verbreitung des Naturismus beitrugen, sind unter anderen:
- Karl Wilhelm Diefenbach (1851–1913), Maler und FKK-Vorkämpfer
- August Engelhardt (1875–1919), Aussteiger und Naturprediger, gründete in Neuguinea einen nudistischen „Sonnenorden“
- Fidus (1868–1948), Maler des „Lichtgebets“ (1905), das der Bewegung ein Zeichen gab
- Adolf Koch (1896–1970), Arzt und Sozialist
- Heinrich Pudor (1865–1943), früher Propagandist der Nacktkultur, völkisch-nationaler Publizist
- Arnold Rikli (1823–1906), Schweizer Naturheiler, neuzeitlicher Begründer des Naturismus
- Herbert Rittlinger (1909–1978), Weltreisender und Schriftsteller, der u. a. in seinen Büchern die Verbindung von FKK und Kanusport schildert
- Hans Surén (1885–1972), Autor von FKK-Schriften, wegen seiner Nähe zur NS-Ideologie umstritten
- Richard Ungewitter (1869–1958), Antisemit, Buchautor und erster Organisator der FKK-Bewegung
- Karl Vanselow (1877–1959), Herausgeber von Zeitschriften zur FKK-Bewegung

Die Anhänger der FKK hatten zumeist einen evangelischen Hintergrund und bezogen in die FKK auch verschiedene Ernährungslehren wie Rohkost oder Vegetarismus sowie unterschiedliche esoterische Lehren wie die Mazdaznanlehre und die Neugeist-Bewegung mit ein. Es sind sowohl eher linke als auch dezidiert antisemitisch bzw. völkisch ausgerichtete Varianten bekannt, so letztere bei der Runengymnastik in enger Beziehung zur Ariosophie. Die anfängliche starke politische Pluralisierung trug dabei auch zur breiten Verbreitung sowie zur heutigen Anerkennung als ideologiefreie Nackterholung bei.

### Von 1920 bis 1945: „Schwedisches Baden“ im Motzener See
In den 1920er Jahren fand die Freikörperkultur zunehmende Verbreitung. Die Zeit zwischen den beiden Weltkriegen, in Deutschland als Zeit der Weimarer Republik assoziiert, war durch eine zunehmende Liberalisierung gekennzeichnet. Mit dem Untergang des Kaiserreiches kam es zu einer Auflockerung bürgerlicher Normen und Moralität. Die sogenannten goldenen Zwanziger Jahre zeichneten sich durch Hedonismus und soziale Unkonventionalität aus. Insbesondere in Berlin und dem Berliner Umland wurde das Nacktbaden – damals auch als „schwedisches Baden“ bezeichnet – unter jungen Leuten immer beliebter.
Der Motzener See südlich von Berlin wurde zur nassen Wiege der deutschen FKK-Kultur. Insbesondere junge Leute aus Berlin fuhren an den Wochenenden in die Gegend nördlich von Motzen, wo sich die Märchenwiese⊙ als Zentrum der Freikörperkultur herausbildete. Der Motzener See, den die Bahn etwa auf halbem Wege von Mittenwalde nach Töpchin tangierte, wurde in dieser Zeit über mehrere Ausflugshaltepunkte in unmittelbarer Nähe zu den Badestellen erschlossen. Dies brachte ihr auch zu dieser Zeit den Beinamen Motzenersee-Bahn ein. Die nördlichste dieser Badestellen erhielt den klangvollen Namen „Märchenwiese“.

„Jedes Mal, wenn ihre Märchenwiese am Nordzipfel des Motzener Sees in Sicht kam, hielt er den fauchenden, bimmelnden Zug kurz an. Dann sprangen die jungen Leute ab ins Land der Sommerfrische. Sie entledigten sich ihrer Kleider, rannten wie Adam und Eva über den Sand ins glasklare Wasser – und brachten mit ihrem Elan die Freikörperbewegung in den frühen 20er Jahren in Schwung.“

In den ersten Jahren war der Halt nicht offiziell und der Zug hielt nur auf Nachfrage der Naturisten. Erst 1931 wurde der gleichnamige Haltepunkt angelegt, die Märchenwiese war somit später auch die erste FKK-Badestelle mit Gleisanschluss. Die FKK-Bewegung rund um den Motzener See war ebenfalls stark von Ideen der Arbeiterbildung, Sexualaufklärung, Ernährung, Gymnastik und der neuen Körperästhetik inspiriert.

„Sie kamen aus der Wandervogel-Bewegung und aus Sportlerbünden ‚ohne Geschlechtertrennung‘; sie agitierten in Motzen mit Berlins Sexualpädagogen Dr. Magnus Hirschfeld gegen den § 218 und bauten ihre Kolonien mächtig aus.“

Zunehmend bildeten sich auch FKK-Vereine. Nachdem 1920 in Deutschland der erste offizielle Nacktbadestrand auf Sylt entstanden war, schlossen sich die meisten FKK-Vereine 1923 zur „Arbeitsgemeinschaft der Bünde deutscher Lichtkämpfer“ (ab 1926 Reichsverband für Freikörperkultur) zusammen. Die sozialistischen Gruppen vereinigten sich separat unter dem Namen „Freie Menschen. Bund für sozialistische Lebensgestaltung und Freikörperkultur“ mit (1932) ca. 70.000 Mitgliedern. In Frankfurt am Main trafen sich 1930 Vertreter aus England, den Niederlanden, Frankreich, Österreich, der Schweiz, Ungarn, Italien und Deutschland und gründeten später eine „Europäische Union für Freikörperkultur“. Generell machte der Naturismus in den 1930er Jahren weitere Fortschritte: Es entstand das „Lichtschulheim Lüneburger Land“ (LLL) in Glüsingen (Lüneburger Heide).
Die erste Dissertation über die FKK-Bewegung wurde geschrieben, am 5. Mai 1931 in Leipzig das erste öffentliche FKK-Schwimmfest durchgeführt. Doch wurde das Nacktbaden außerhalb geschlossener Vereinsgelände ab 1931 wieder generell verboten, die FKK-Vereine wurden ab 1933 entweder aufgelöst oder als Sportverbände in nationalsozialistische Organisationen, wie dem Bund für Leibeszucht, integriert. Am Ende der Weimarer Republik hatten die FKK-Vereine ca. 100.000 Mitglieder.
Die anfangs rein deutsche Freikörperkultur breitete sich in andere Länder aus. So entstanden auch in Großbritannien und Australien erste FKK-Gemeinschaften, die später zu Vereinen wurden.
Am 3. März 1933 erließ das preußische Innenministerium einen Runderlass zur „Bekämpfung der Nacktkulturbewegung“, der Reichsverband unterstützte diesen sogar und nannte sich schließlich in „Kampfring für völkische Freikörperkultur“ um. Doch im völkischen Offizier Hans Surén beim Reichsarbeitsdienst, dem Reichsbauernführer Walter Darré und am Ende stark in der SS fand die FKK wieder neue Unterstützer. Anfang August 1939 fanden in Thielle (heutige Gemeinde La Tène, Schweiz) die 1. Naturistischen „Olympischen Spiele“ statt. Im Deutschen Reich wurde das Verbot des Nacktbadens per Reichsverordnung vom 10. Juli 1942 gelockert, wenn es keiner sehen musste. Es gab in der Zeit des Nationalsozialismus auch eine „rassistische Nacktkultur“, deren bekanntester Vertreter Hans Surén war und die die nationalsozialistischen Körperideale verherrlichte. 1940 erschienen die ersten Farbbildbände mit Darstellungen martialischer Nacktheit, so vom Bildhauer Arno Breker.

### Entwicklung nach 1945 bis zur Gegenwart

#### FKK in der DDR

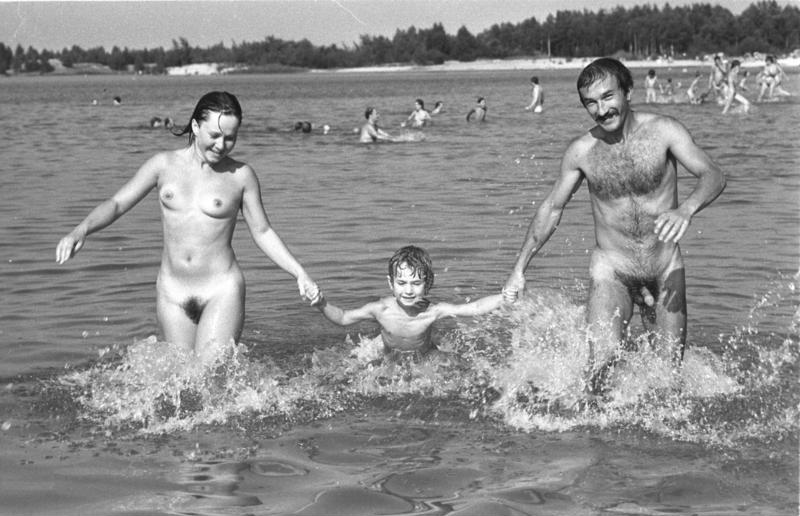
Nacktbaden am Senftenberger See (1983). Auch Kinder gehören zum FKK.

In der DDR war das Nacktbaden an offenen Badeseen und Gewässern (beispielsweise der Ostsee) bis 1954 nach den noch geltenden NS-Regeln erlaubt, danach verboten. Das Verbot wurde 1956 aufgehoben.
An vielen Gewässern, an denen das Baden offiziell gar nicht erlaubt war (Kiesgruben u. ä.), wurde auch nackt gebadet; an offiziellen Badeseen gab es häufig FKK-Bereiche. An der Ostsee gab es in den meisten Badeorten Strandabschnitte, die für FKK ausgewiesen waren. Häufig lagen diese links und rechts des textilen Abschnitts an der jeweiligen Hauptpromenade. Generell herrschte in der DDR eine weitaus größere Toleranz gegenüber öffentlicher Nacktheit als in der Bundesrepublik.
Der Beginn des Naturismus in der DDR lag in den frühen 1950er Jahren in Ahrenshoop. In dem Badeort an der Ostsee entstanden Bereiche, in denen Künstler und Intellektuelle erstmals nackt badeten. Die Region war ein Badeort der gesellschaftlichen Avantgarde der DDR, ein Urlaubsort für zahlreiche Schriftsteller, Schauspieler und Politiker. Es kam in den folgenden Jahren zu Konflikten zwischen bekleideten und unbekleideten Badegästen, bis die Gemeindeverwaltung Ahrenshoop im Mai 1954 das Nacktbaden verbot.

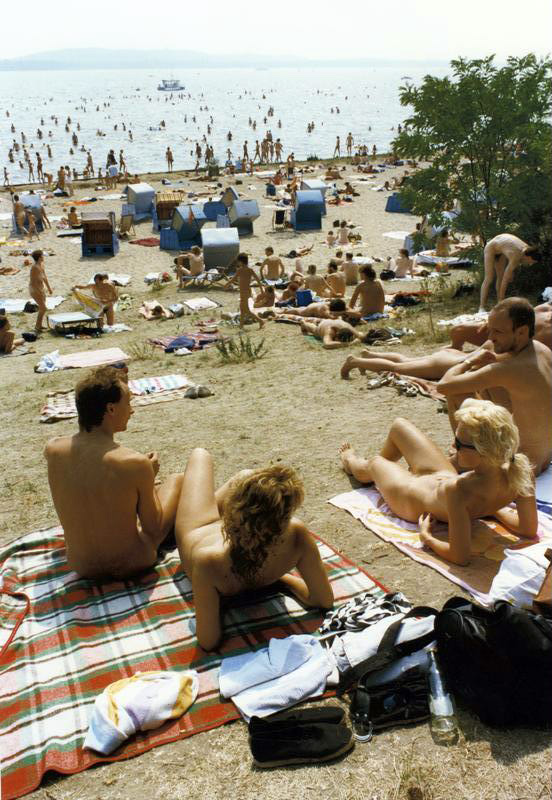
Nacktbereich des Strandbads Müggelsee in Ost-Berlin (1989)

Mit dem Verbot des Nacktbadens regte sich bald Unmut innerhalb der FKK-Anhängerschaft, die auf eine erneute Legalisierung des Nacktbadens drängten. Unter anderem setzten sich Rudolf Bernstein, Chef des Progress Film-Verleihs, sowie Werner Otto, Dramaturg an der Komischen Oper Berlin, für das Nacktbaden ein. Das Nacktbaden wurde daraufhin in Ahrenshoop wieder erlaubt, blieb jedoch auf diese Region beschränkt. In anderen Teilen des Landes ging die Staatsführung weiterhin gegen Nacktbader vor. Zum Teil kam es zu eskalierenden Konflikten, wobei (vermeintlich) feindselige, bekleidete Badegäste zwangsentkleidet oder an Bäume gefesselt und beschimpft wurden. Auch kam es zu wilden und ausschreitenden Strandfesten, die sich unter dem Begriff Kamerun-Feste zunehmend verbreiteten. Entsprechend stellte der Begriff Kamerun ein Synonym für FKK in der DDR dar.
Als Der Spiegel im September 1954 über die ostdeutsche Nudistenszene und die Konflikte berichtete, sah die Staatsführung ihren internationalen Ruf gefährdet und verhängte ein vollständiges Nacktbadeverbot an der gesamten Ostseeküste. Auf diesen Entscheid regte sich nunmehr noch größerer Widerstand, zahlreiche Eingaben, Forderungsschreiben an politische Führung der DDR, die binnen Monatsfrist zu beantworten waren und ähnlich wie das Petitionsrecht fungierten, Protestbriefe und öffentliche Aufrufe folgten, bis die DDR-Führung das Verbot 1956 wieder zurücknahm. Es folgte die „Anordnung zur Regelung des Freibadwesens“, wonach ein Baden ohne Schwimmbekleidung an Orten, zu denen jedermann Zutritt hat, dann gestattet sei, wenn diese Orte als ausdrücklich dafür von den zuständigen örtlichen Räten freigegeben und entsprechend gekennzeichnet sind.
Das öffentliche Nacktbaden hatte nun in dafür ausgewiesenen Zonen volle Legalität und entwickelte sich spätestens mit der zunehmenden Liberalisierung der Gesellschaft ab den 1970er Jahren zur Massenbewegung.
Die starke Verbreitung von Nacktheit, die nicht zwingend der Freikörperkultur zuzurechnen war, wird bisweilen auch darauf zurückgeführt, dass sie in der DDR auch ein Ausdrucksmittel für politischen Protest war. Mit der Wiedervereinigung ist diese Motivation für das Nacktsein entfallen. Gleichwohl ist dort die Anzahl der Nackt-Bademöglichkeiten und FKK-Campingplätze für jedermann signifikant groß geblieben.
In 1982 erschien erstmals in der DDR unter dem Titel Baden ohne – FKK zwischen Mövenort und Talsperre Pöhl ein Reiseführer zu ausgewählten FKK-Stränden und Campingplätzen mit FKK-Gelegenheit.

#### FKK in der Bundesrepublik Deutschland
Ein auf die Westzonen beschränkter Deutscher Verband für Freikörperkultur gründete sich bereits 1949 wieder. In der frühen Bundesrepublik gab es Probleme mit dem Jugendschutzgesetz, weil die Zeitschriften der FKK-Bewegung 1953 als jugendgefährdend eingestuft wurden. Ebenso 1953 wurde in Hannover unter dem Einfluss der Jugendbewegung die fkk-jugend gegründet. Ihr ursprünglicher, vollständiger Name „fkk-jugend – Bund der Lichtscharen“ zeigt die fortdauernde ideologische Orientierung von Teilen der deutschen FKK-Bewegung in den 1950er Jahren. Nachdem um 1950 die ersten FKK-Urlaubsanlagen entstanden (1949/50 Centre-Hélio-Marin in Montalivet-les-Bains, Südfrankreich), nahm die allgemeine Tabuisierung des Nacktseins ab. Gleichzeitig wurde die Nacktkultur noch 1955 als „Symptom (…) einer erkrankten Zivilisation“ bezeichnet.
Ab Mitte der 1960er Jahre kam es zu einem starken Aufschwung des Naturismus, die Mitgliederzahlen der Vereine nahmen sprunghaft zu. Besondere Popularität erlangte durch Berichterstattung in den Medien der Nacktbadestrand bei Kampen auf Sylt. Nackt-Badestrände und -Urlaubsanlagen in Jugoslawien (heute Kroatien), Frankreich und an der Ostseeküste wurden zu beliebten Urlaubszielen und im Reisebüro buchbar. Der Aufschwung der „Freiheit zum Nacktsein“ ging zeitlich mit der gesellschaftlichen Liberalisierung der 68er-Bewegung einher. Ende der 1960er Jahre wurde die Nacktheit ein selbstverständliches Ausdrucksmittel etwa des Theaters und der Aktionskunst. Auch diese kulturelle Entwicklung spiegelt die zunehmende Besinnung der Menschen auf ihre Freiheitsrechte und die Ablehnung der von Staat oder Kirchen gesetzten Normen. Ein wenig wirkte auch das Vorbild der Badestrände Jugoslawiens und der DDR, deren Freizügigkeit durch Besuche allgemein bekannt war.

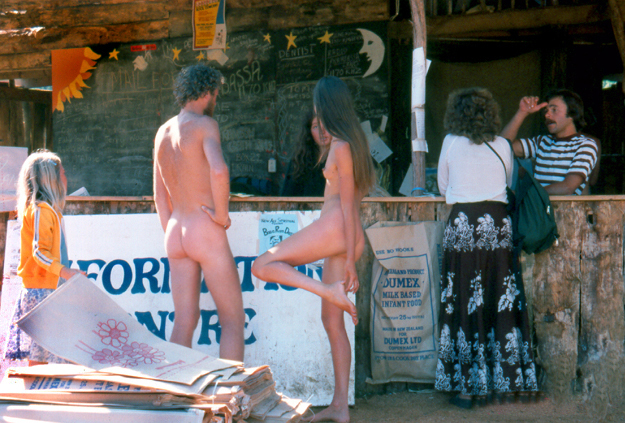
Nambassa-Festival, 1981

Ab dem Jahr 1979/80 sorgten die „Nackerten“ vom Englischen Garten in München für Aufsehen. Immer öfter nutzten in den Sommermonaten Münchner aller Altersgruppen den zentral gelegenen Ort, um nackt zu sonnen oder im Eisbach zu schwimmen.
Nach kurzen und eher halbherzigen Versuchen der Münchner Stadtverwaltung und Polizei, den spontanen Naturismus zu unterbinden, wurde das Nacktsein in zwei recht großen Bereichen des Englischen Gartens offiziell erlaubt. Der Englische Garten wurde damit zum weltweit ersten frei zugänglichen (und auch nicht durch Sichtschutz abgegrenzten) innerstädtischen Nackterholungsgebiet. Es folgten ähnliche Bereiche an Berliner Seen (Badewiese Halensee) und eine starke Zunahme inoffizieller, aber geduldeter Nacktbademöglichkeiten an Seen, Stränden und Flüssen. Auch die spontane Nacktheit etwa auf Rockkonzerten und Festivals (Roskilde, Burning Man, Nambassa u. a.) nahm zu. Mehrere Reiseanbieter gingen dazu über, ihre Nackturlaubsangebote nicht mehr separat zu präsentieren, sondern sie in ihre allgemeinen Kataloge zu integrieren; ähnlich verfuhren die Verleger von Campingführern.
Parallel mit dieser weitgehenden Enttabuisierung wurde es für FKK-Vereine immer schwieriger, Mitglieder zu werben. Die Möglichkeit zur gemeinschaftlichen Nacktheit reichte als einziger oder auch nur primärer Vereinszweck immer weniger aus. Die Zahl der FKK-Vereinsmitglieder sank von etwa 150.000 Anfang der siebziger Jahre auf etwa 60.000 Ende der Neunziger.

## Formen und Verbreitung von Nacktheit in der Gegenwart

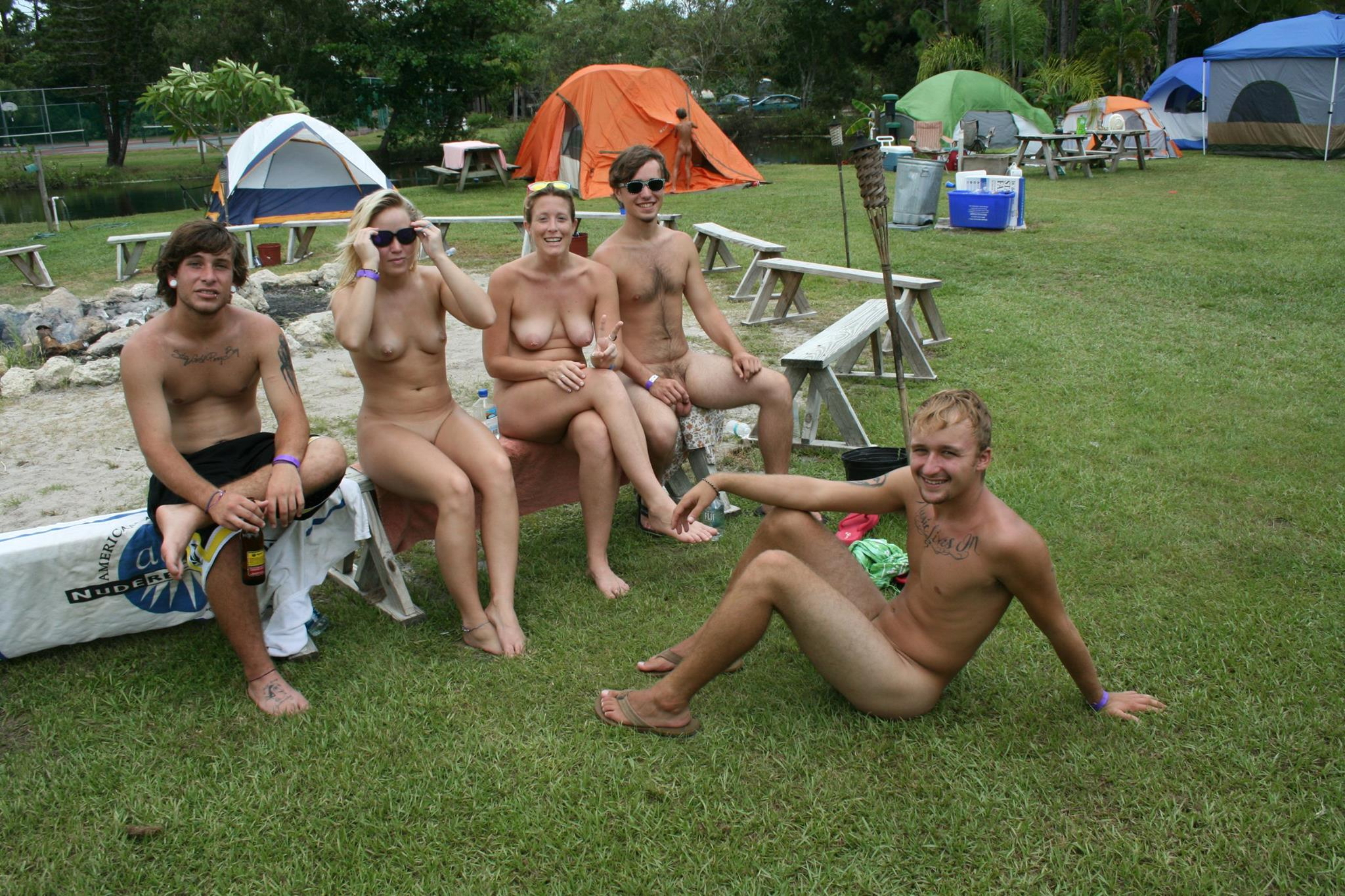
FKK-Campingplatz: über Bekleidung oder Nacktheit kann jeder nach Witterung entscheiden

An FKK-Stränden, Badestellen und Liegewiesen sowie auf einigen Festivals und Veranstaltungen ist die Bekleidung freiwillig, es sind unbekleidete und bekleidete Personen gleichermaßen erwünscht. In FKK-Vereinen und auch auf einigen FKK-Campingplätzen und Ferienanlagen wird vollständige Nacktheit mitunter auch erwartet, sofern das Wetter es zulässt.
Diese Regel wird unterschiedlich rigoros angewendet und ist manchmal eine Quelle der Kontroverse unter einigen Naturisten. Das Personal einer FKK-Einrichtung muss in der Regel aufgrund von Gesundheits- und Sicherheitsvorschriften bekleidet sein.

### Nacktheit am Strand
Die wohl häufigste Form der „FKK“ genannten Nacktheit ist das Nacktbaden bzw. Sonnenbaden am Strand. Sie findet statt an den von Behörden als Nacktbadebereiche, meist „FKK-Strand“ genannten Stränden und Flussufern, aber auch außerhalb dieser Bereiche.
Diese „FKK-Strände“ sind in der Regel frei zugänglich; das Baden mit Badebekleidung wird in der Regel geduldet. Bei Stränden, die zugangsbeschränkt sind bzw. von Vereinen verwaltet werden, ist Badebekleidung meist unerwünscht. Das Nacktbaden außerhalb von offiziellen FKK-Stränden ist im deutschsprachigen Raum weitestgehend toleriert, in vielen anderen Ländern jedoch per Gesetz verboten.

### FKK im Verein

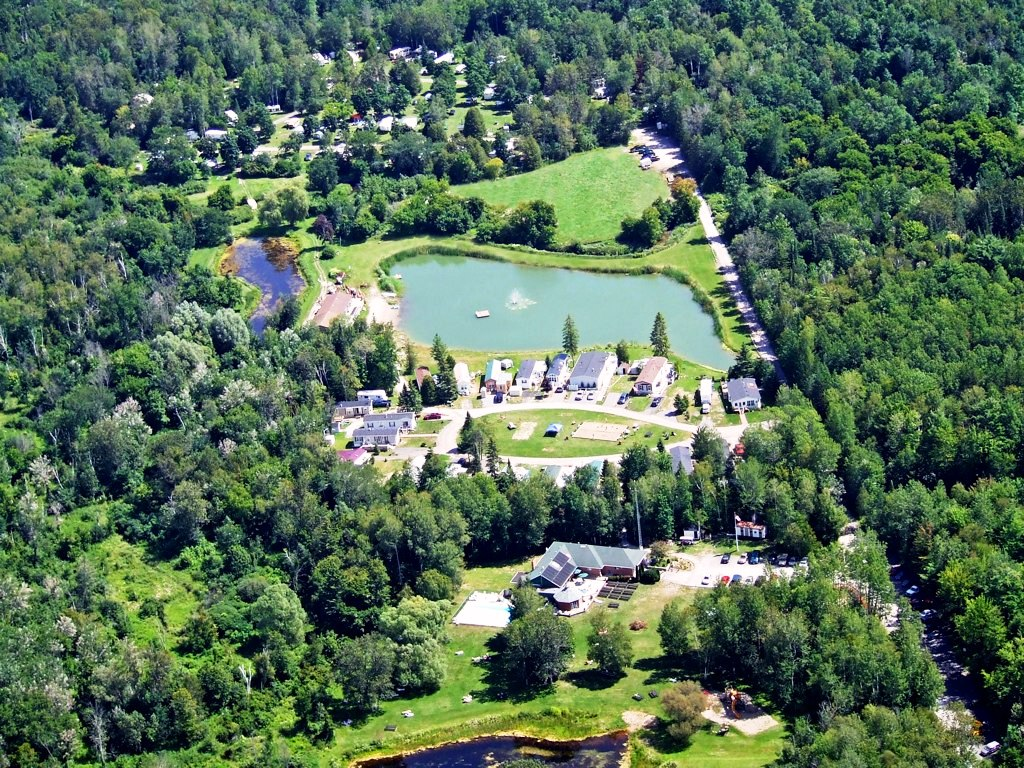
FKK-Vereinsglände Bare Oaks in der Greater Toronto Area, Kanada

FKK-Vereine haben in der Regel ein Vereinsgelände, oftmals an Badeseen gelegen. Es sind gemeinschaftlich genutzte Sportanlagen, Liegewiesen und Räume für Veranstaltungen vorhanden. Mitunter können Mitglieder auf dem Gelände Ferienhäuser pachten oder es sind andere Übernachtungsmöglichkeiten gegeben. Vereine werden von Mitgliedern nach demokratischen Grundsätzen oder von einem oder mehreren Eigentümern geführt, die Regeln und Satzungen festlegen. In beiden Fällen können sie die Mitgliedschaftskriterien und die Pflichten der Mitglieder festlegen. Dies beinhaltet in der Regel die gemeinsame Nutzung der Arbeiten, die für die Pflege oder Entwicklung des Vereinsgeländes erforderlich sind.
Da Nacktheit am Strand vielerorts auch außerhalb ausgewiesener FKK-Abschnitte toleriert wird und auch außerhalb von Vereinsgeländen nackte Freizeitgestaltung praktiziert werden kann, geht seit Jahrzehnten die Zahl der in Vereinen organisierten Naturisten in Deutschland stark zurück. Der DFK-Präsident Lothar Wilhelm verwies 1963 auf den „erschütternd“ geringen Mitgliederzuwachs (2 %) bei gleichzeitig über eine Million nacktbadender Urlaubsgäste. Dabei stellte er heraus, dass die Bezichtigung der Unmoral durch den Volkswartbund faktisch überholt sei. Hinsichtlich der vermehrten Mitgliedergewinnung regte er an, auch „Nur-Nacktbader“ in die Vereine aufzunehmen und sie an die Lebensart der FKK heran zu führen. Hinsichtlich Tabak- und Alkoholgenuss sowie strengem vegetarischem Leben plädierte er für mehr Toleranz.
Laut Kurt Fischer, dem Präsidenten des Deutschen Verbandes für Freikörperkultur (DFK), hatten die Vereine in 2008 45.000 Mitglieder; zu den Anhängern des nackten Badens zählen zirka sieben Millionen Deutsche.
Der Umfang des organisierten FKK-Lebens in Vereinen ist in den letzten Jahren ebenso stark zurückgegangen, da auch hier der Nachwuchs ausbleibt. Ein Grund mag darin liegen, dass inzwischen das Nackterholen an Stränden, auf Campingplätzen, in Saunaanlagen von Hallenbädern und in Thermalbädern sowie in Urlaubsanlagen weit verbreitet ist.
Auch ist die Akzeptanz von Nacktheit in der Öffentlichkeit mittlerweile recht hoch, so dass es keine klare Notwendigkeit der Abgrenzung mehr gibt.

### FKK-Campingplätze und Ferienanlagen
FKK-Ferienanlagen sind Einrichtungen, die sich auf die Bereitstellung von Appartements, Chalets und Campingmöglichkeiten für Urlauber spezialisiert haben. Sie werden kommerziell betrieben. Die Gäste sind keine Mitglieder und haben grundsätzlich kein Mitspracherecht. Einige Ferienanlagen verlangen gegebenenfalls abhängig von der Jahreszeit von den Besuchern den Besitz einer INF-Karte, d. h., Mitglied einer nationalen Organisation zu sein.
In großen Ferienanlagen gibt es Schwimmbäder, Sportplätze, ein Unterhaltungsprogramm, Kinderclubs, Restaurants und Supermärkte. Einige Ferienanlagen bieten den regelmäßigen Besuchern die Möglichkeit, ihre eigenen Chalets zu kaufen, und oft kommen jedes Jahr Generationen derselben Familien. Ferienanlagen sind gegenüber Kleidung oft toleranter als Vereine; gemeinsame umfassende Nacktheit wird grundsätzlich erwartet. Nacktheit ist in den Schwimmbädern Pflicht und kann an den Stränden, beim Sport oder in den Restaurants erwünscht sein.
In Europa sind FKK-Ferienanlagen überwiegend im Mittelmeerraum, insbesondere in Kroatien und Frankreich, sowie an der französischen Atlantikküste verbreitet.

### Nacktsport

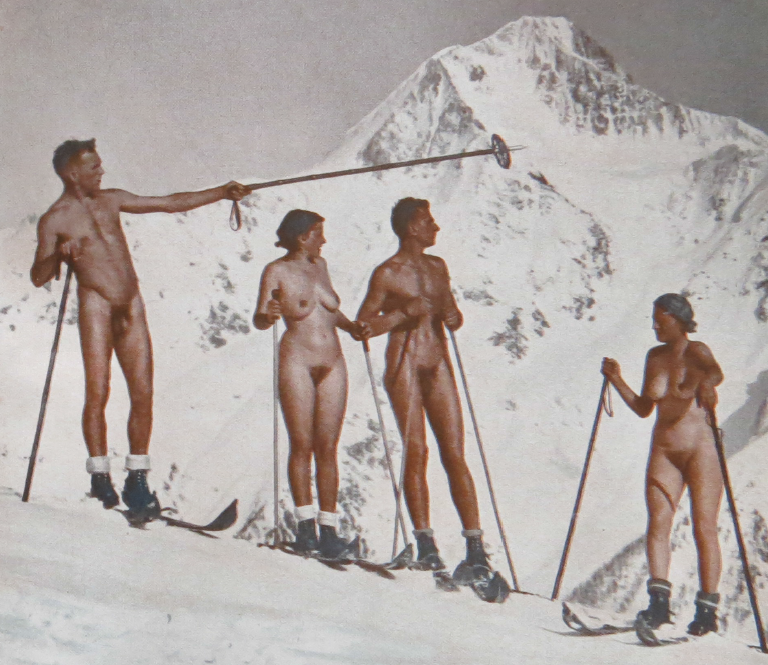
Skifahren in den Schweizer Bergen, 1930

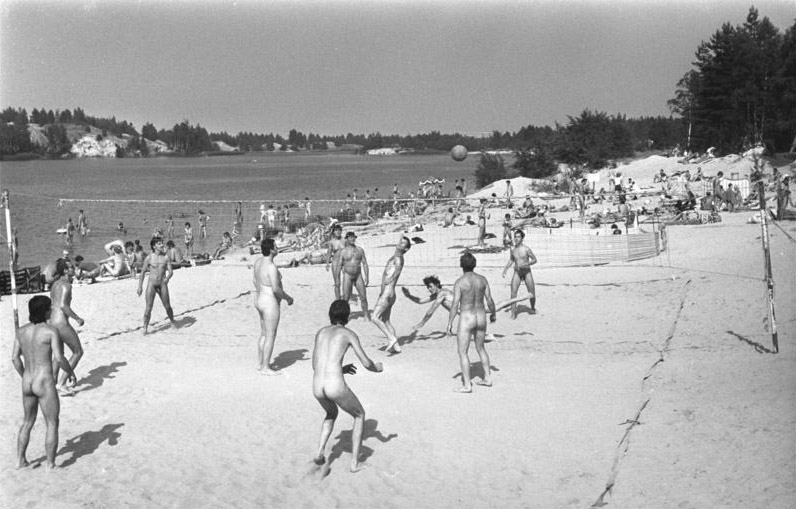
Volleyball am FKK-Strand in der Nähe von Cottbus, 1982

FKK-Vereine und Ferienanlagen bieten traditionell die Möglichkeit, nackt zu schwimmen.
Volleyball wurde frühzeitig im späten 19. Jahrhundert in die Freikörperkultur integriert. In den 1960er Jahren war ein Volleyballplatz in fast allen Vereinen zu finden. Ein Volleyballfeld beanspruchte nicht viel Platz, gleichzeitig sind viele Leute einbezogen, und es ist nicht viel an Ausrüstung erforderlich.
Zunehmend werden außerhalb von FKK-Anlagen über Internet-Foren Nacktivitäten organisiert wie Nacktwander- und Nacktradeltouren, Nacktrudern oder Nacktreiten. Mehrmals wurde ein „Internationaler Naturistenlauf“ an der Ostsee veranstaltet. Nur Laufschuhe, Socken, Kopfbedeckung und für Frauen ein Sport-BH waren erlaubt. 2016 nahmen 208 Läufer teil. Auch andere FKK-Vereine organisieren ähnliche Veranstaltungen.
Im Jahr 2009 wurde in Braunlage im Harz der erste „Nacktrodelwettbewerb“ ausgetragen und 2010 wiederholt. Seit den 1990er Jahren finden regelmäßig in zahlreichen Ländern mit dem World Naked Bike Ride organisierte Nackt-Fahrradtouren statt.
Für das Nacktwandern (franz. Randonue) wurde vom Harzer Verkehrsverband (HVV) der Harzer Naturistenstieg nahe Dankerode freigegeben und 2010 eröffnet.
In der Lüneburger Heide wurde der Naturistenweg bei Undeloh für Nacktwanderer geschaffen.

### Festivals

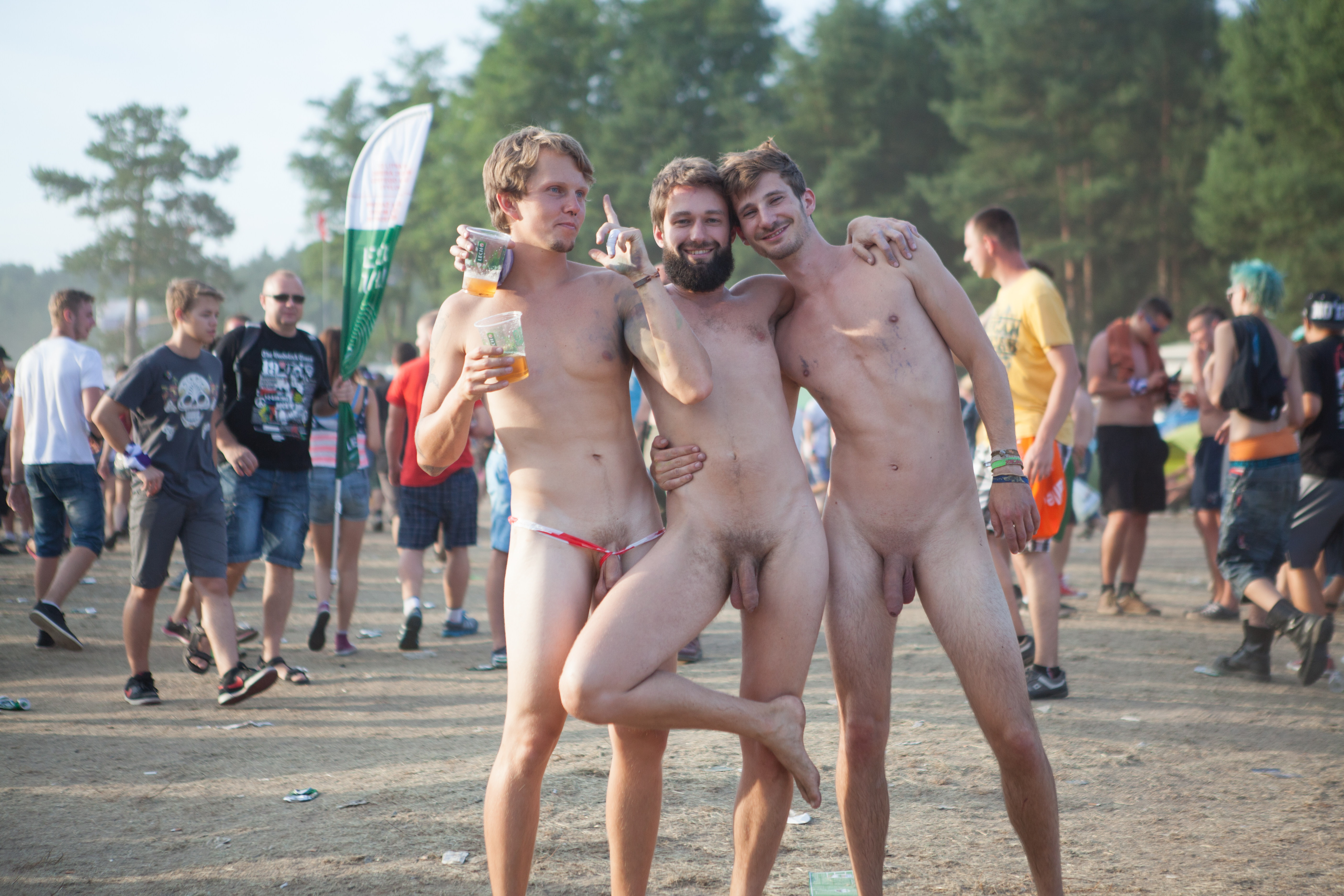
Przystanek-Woodstock-Festival in Polen, 2014

Auf vielen Musik- und Kunstfestivals wie dem Melt, der Fusion oder dem Roskilde-Festival ist Nacktheit normaler Bestandteil. Teilnehmer baden oder tanzen mitunter nackt, was von der Festivalleitung meist toleriert wird. Das Burning-Man-Festival wird von etlichen Teilnehmern nackt gefeiert.
Neben dieser spontanen Nacktheit existieren auch Festivals wie das Pashut Festival in Israel, die sich klar als FKK-Veranstaltungen sehen und Nacktheit ausdrücklich fordern.

### Nackt-Paraden, -Fahrrad- und -Laufevents
Zahlreiche Paraden, Sportveranstaltungen und Events finden mit öffentlicher Nacktheit statt und scheinen mehr dem Nudismus als der Philosophie des Naturismus zu folgen. Denn meist steht dabei der Spaß und die Freude am Nacktsein im Vordergrund, so beispielsweise beim jährlichen World Naked Gardening Day. Darüber hinaus tragen einige dieser Veranstaltungen eine politische Botschaft beziehungsweise haben Protestcharakter. So hat der Tiger Streak den Anspruch, Aufmerksamkeit für bedrohte Arten herzustellen. Der World Naked Bike Ride protestiert gegen die Benachteiligung von Radfahrern im Straßenverkehr. Die Normalisierung und erhöhte Akzeptanz von Nacktheit im öffentlichen Raum geht mit diesen Veranstaltungen einher.

#### Nackt-Lauf

##### Roskilde Naked Race
Auf dem Musikfestival Roskilde in Dänemark hat sich inzwischen das vom Festival-Radio organisierte, alljährliche Naked Race (dän.: nøgenløbet) etabliert.
Dabei treten ca. 30 der insgesamt 115.000 Festivalteilnehmer zu einem Nacktlauf an, bei dem der Gewinner ein Ticket für das nächstjährige Festival bekommt. Das Rennen hat inzwischen Kultstatus. Es hat reinen Spaßcharakter, die Gewinnerin des Jahres 2009 beschreibt die Erfahrung mit den Worten: “The best thing about being naked is that you transcend boundaries” (Das Beste am Nacktsein ist, Grenzen zu überschreiten).

##### Naked Pumpkin Run
Der Naked Pumpkin Run ist ein alljährlich zu Halloween stattfindender Nacktlauf in verschiedenen Städten der Vereinigten Staaten. Er wird seit 1998 in mehreren großen Städten der USA durchgeführt. Teilnehmer des Laufes tragen das typische Symbol für Halloween, den ausgehöhlten Kürbis, der auch namensgebend für die Veranstaltung ist.

##### Tiger Streak
Der Tiger Streak wird von der Zoological Society of London organisiert und jährlich im Londoner Zoo abgehalten. Der Nacktlauf hat den politischen Anspruch, auf den Artenschutz, insbesondere für den Sumatratiger, aufmerksam zu machen. Viele Teilnehmer tragen Tigermasken oder Bodypaintings mit Tigerstreifen. Neben dem Benefiz- und Wettkampfaspekten steht der Spaß der Teilnehmer im Vordergrund.

##### Nakukymppi

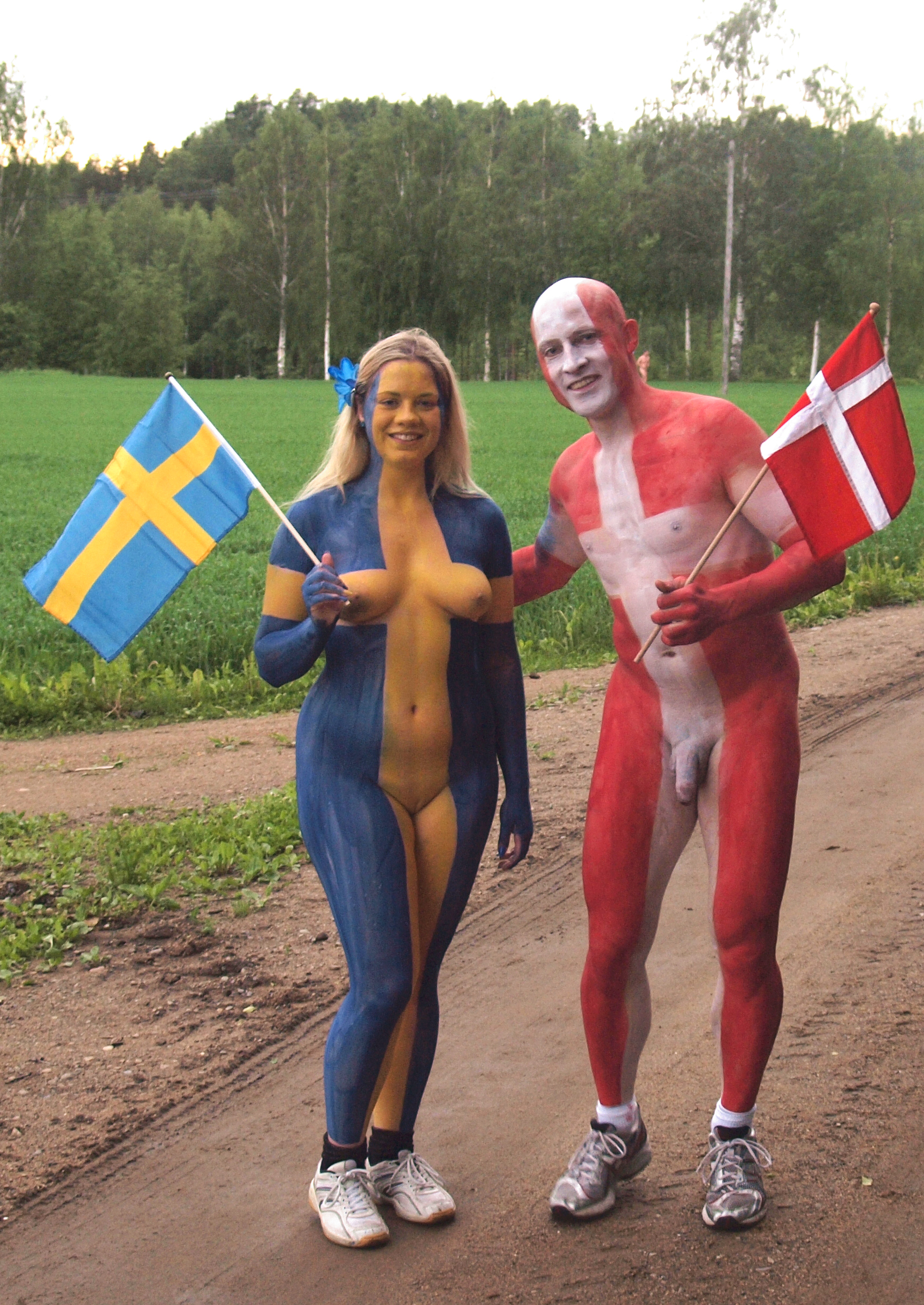
Teilnehmer des Nakukymppi mit Körperbemalung, 2014

Der Nakukymppi ist eine spielerische Laufveranstaltung in Päijät-Häme, Finnland. Dabei werden 10 km zurückgelegt. Es wurde von der Gemeinde Padasjoki in der Provinz Päijät-Häme betrieben. Die Veranstaltung ist jährlich und läuft vor dem Morgen. Die erste Nakukymppi wurde 2003 durchgeführt. Das Motto der Veranstaltung lautet „natural moving in nature“.
Nach den Regeln des Nakukymppi sollen die Teilnehmer nur Schuhe, Socken und Kopfbedeckungen tragen. Das Laufen findet im Wald statt und danach wird den Teilnehmern eine Sauna angeboten. Die Teilnahme ist kostenlos. Jeder Teilnehmer erhält ein Diplom und die drei schnellsten Frauen und Männer erhalten ein Preisgeld.

#### Nackt-Fahrradtour

##### World Naked Bike Ride
Der World Naked Bike Ride (WNBR) ist gemäß Definition auf der Webseite eine internationale Protestveranstaltung mit Spaßcharakter gegen den Raumbedarf des Automobilverkehrs und dessen Gefahren. Der WNBR findet seit 2001 regelmäßig jedes Jahr im Juni statt. Ausgetragen wird der WNBR in zahlreichen Städten weltweit, wobei der größte „ride“ in London stattfindet; die Gründungsstadt ist Saragossa in Spanien.
Dabei wird Wert auf Freiheit und Optionalität gelegt. Das Fahrradfahren ist nicht verbindlich, ebenso sind andere nicht-motorisierte Teilnehmer wie Inliner, Skateboarder, Fußgänger willkommen, ebenso ist Nacktheit für die Teilnahme nicht verbindlich. Das Motto der Kleiderordnung lautet „bare as you dare“ (so nackt, wie du dich traust).
Die Botschaft liegt darin, sich frei und uneingeschränkt im Straßenraum bewegen zu können, ohne die Rechte anderer einzuschränken, und so zu einem positiven urbanen Lebensgefühl beizutragen. Es soll während der Fahrt eine lustige und eindringliche Atmosphäre erzeugt werden, die die Aufmerksamkeit und Phantasie des Publikums und der Medien auf sich zieht und das Erlebnis für die Fahrer persönlich macht. Jeder Teilnehmer soll sich selbst dabei so zum Ausdruck bringen, wie es ihm gefällt. Body Art, wie Bodypainting, sind gängige Ausdrucksformen, aber auch Kostüme, Kunstfahrräder, tragbare Beschallungssysteme (wie Beschallungsanlagen, Stierhörner und Boomboxen) und Musikinstrumente oder andere Arten von Instrumenten. Pre- und Post-Ride-Partys sind zu Events für sich geworden, oft mit Musikgruppen, DJs, Bodypainting, temporären Bauten/Installationskunst, politischen Aktionen und Catering.

##### Fremont Summer Solstice Parade

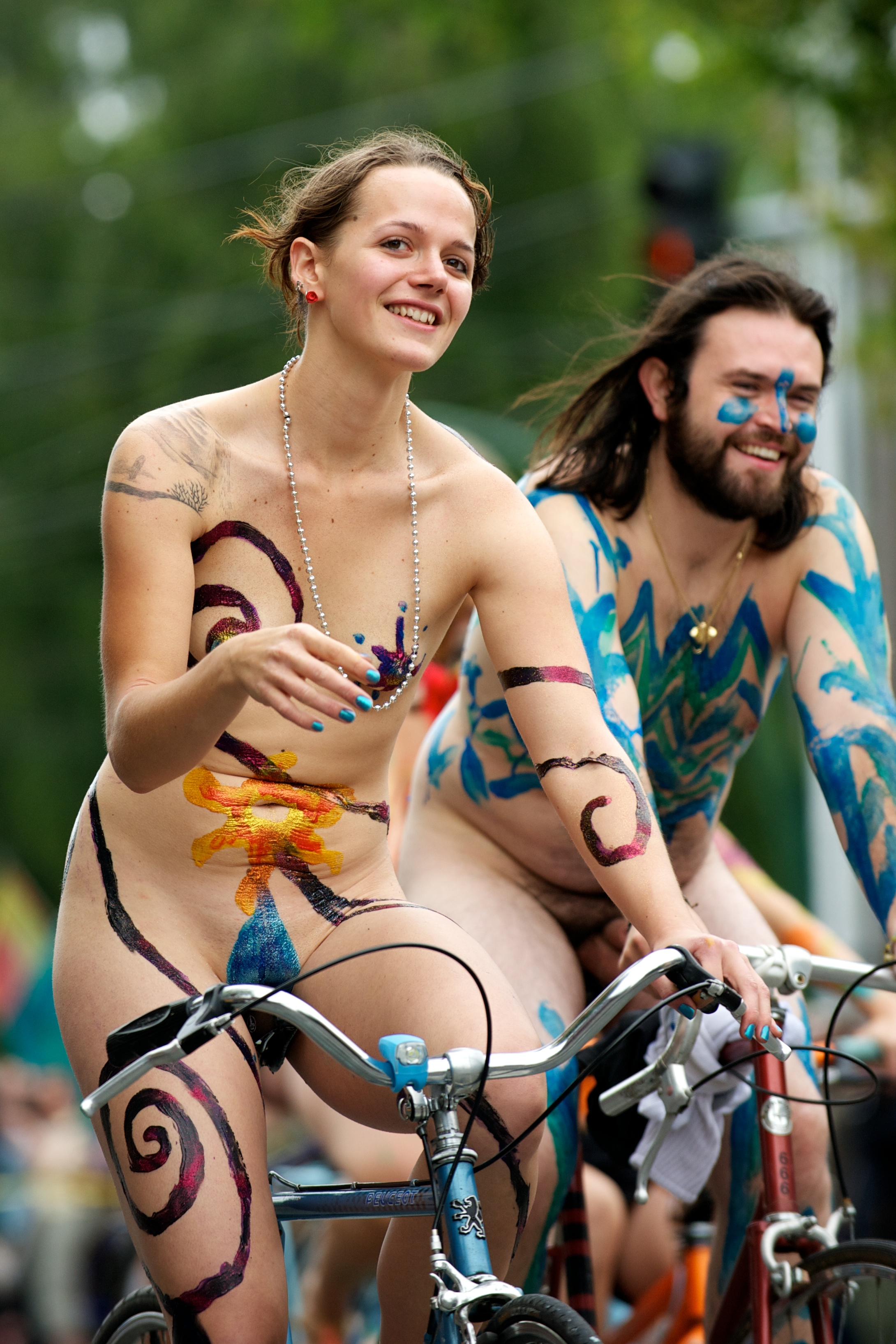
Auf der Fremont Summer Solstice Parade, 2012

In Seattles Stadtteil Fremont findet jährlich zur Sommersonnenwende eine große Nackt-Parade statt, die Teilnehmer bewegen sich hauptsächlich auf Fahrrädern, die sogenannten „Painted Cyclists“. Die Parade wird vom Fremont Arts Council organisiert.
Ähnlich wie beim WNBR stellt die Nacktheit der Teilnehmer ein Element dar, ist jedoch nicht verbindlich. Die Parade ist bekannt für das hohe Ausmaß an Körperbemalung; die meisten der Teilnehmer sind mehr oder weniger bemalt. Die Fremont Summer Solstice Parade ist erklärtermaßen ein Straßenkarneval, vergleichbar mit dem Berliner Karneval der Kulturen. Der Spaß sowie der kunstvolle, kreative Ausdruck stehen hier im Vordergrund, während der politische Anspruch geringer ausgeprägt ist. Teil der Veranstaltung sind oft überlebensgroße Puppen, Wagen und Straßenkünstler.

### Sonstige Formen öffentlicher Nacktheit
Nacktparties waren um 2007 ein aktueller Trend bei US-amerikanischen College-Studenten: Laut New York Times sei „es sehr hip geworden, dort hin zu gehen“.
Aus Äußerungen verschiedener Prominenter wurde FKK als „neuer Lifestyletrend“ abgeleitet; Shakira etwa gab sich als FKK-Anhängerin aus und Gwyneth Paltrow betreibe Nacktjoga.
Von einem Reiseveranstalter wurden im Jahr 2008 Flugreisen angekündigt, auf denen man sich im Flugzeug nackt aufhalten könnte. Dieses Angebot wurde trotz großer Resonanz jedoch zurückgezogen.
Nacktsein in der Öffentlichkeit wird auch als Protesthaltung bei Demonstrationen eingesetzt (etwa gegen Studiengebühren, gegen die Globalisierung oder für mehr Tierschutz). Jedoch ist hier ein ähnlicher Effekt wie im Theater erkennbar: Das Ausdrucksmittel verliert durch Alltäglichkeit an Kraft. Also muss wieder das Argument oder die schauspielerische Leistung überzeugen. Die Nacktheit ist nicht mehr dominantes, sondern nur noch beiläufiges oder ergänzendes Ausdrucksmittel.

## FKK-Zeitschriften
Im deutschen Sprachraum entstanden Anfang des 20. Jahrhunderts diverse FKK-Zeitschriften. Dem Inhalt nach sollten sie der Förderung der Freikörperkultur dienen, die insbesondere auch die Volksgesundheit in den Vordergrund stellte, etwa durch den bewussten Verzicht auf Alkohol, Tabakprodukte und Fleisch. Nach einem Unterbruch während des Zweiten Weltkriegs erschienen diverse Zeitschriften zur Freikörperkultur erneut, teilweise mit wechselnden Namen, Herausgebern oder Verlagen. Die meisten Zeitschriften wurden jedoch vor Ende des 20. Jahrhunderts eingestellt.

### Aktuelle Übersichtswerke
- Michael Andritzky, Thomas Rautenberg (Hrsg.): „Wir sind nackt und nennen uns Du“. Von Lichtfreunden und Sonnenkämpfern. Eine Geschichte der Freikörperkultur. Anabas-Verlag, Gießen 1989, ISBN 3-87038-142-6 (Kulturgeschichte der FKK-Bewegung von der Kaiserzeit bis in die 1970er).
- Volkmar Ellmauthaler: Nackt. Das Buch. 24 Versuche über das Natürliche. edition L, Wien 2012, ISBN 978-3-902245-07-6. (444 Seiten, 65 Fotos, 7 Graphiken, 83 Literaturhinweise. Sachbuch)
- Achim Freudenstein: Jugenderziehung durch Freikörperkultur. Eine Dokumentation. 4. durchgesehene Auflage. Freudenstein, Edermünde 2005, ISBN 3-932435-17-6.
- Eberhard Garbe: Natürlich nackt – FKK und Akt in der DDR. Mitteldeutscher Verlag, Halle (Saale), 2. Auflage 2016, ISBN 978-3-89812-849-0.
- Michael Grisko (Hrsg.): Freikörperkultur und Lebenswelt. Studien zur Vor- und Frühgeschichte der Freikörperkultur in Deutschland. Kassel University Press, Kassel 1999, ISBN 3-933146-06-2.
- Ernst Horst: Die Nackten & die Tobenden. FKK - Wie der freie Körper zum deutschen Kult wurde. Blessing, München 2013, ISBN 3-89667-478-1.
- Arnd Krüger: Zwischen Sex und Zuchtwahl. Nudismus und Naturismus in Deutschland und Amerika. In: Norbert Finzsch, Hermann Wellenreuther (Hrsg.): Liberalitas: Eine Festschrift für Erich Angermann (= Transatlantische Studien. Bd. 1). Steiner Stuttgart 1992, ISBN 3-515-05656-4, S. 343–365.
- Thomas Kupfermann: Sommer, Sonne, Nackedeis. FKK in der DDR. Eulenspiegel-Verlag, Berlin 2008, ISBN 978-3-359-01667-0.
- Maren Möhring: Marmorleiber. Körperbildung in der deutschen Nacktkultur (1890–1930) (= Kölner Historische Abhandlungen. Bd. 42). Böhlau, Köln u. a. 2004, ISBN 3-412-14904-7 (Zugleich: München, Univ., Diss., 2001: Nackte Marmorleiber und organische Maschinen.)
- Maren Möhring: Nacktheit und Leibeszucht. Die FKK-Praxis im Nationalsozialismus. In: Paula Diehl (Hrsg.): Körper im Nationalsozialismus. Bilder und Praxen. Fink u. a., München u. a. 2006, ISBN 3-7705-4256-8, S. 211–228.
- Lutz Thormann: „Schont die Augen der Nation!“ Zum Verhältnis von Nacktheit und Öffentlichkeit in der DDR. In: Ulrike Häußer, Marcus Merkel (Hrsg.): Vergnügen in der DDR. Panama-Verlag, Berlin 2009, ISBN 978-3-938714-04-1, S. 385–404.
- Bernd Wedemeyer-Kolwe: „Der neue Mensch“. Körperkultur im Kaiserreich und in der Weimarer Republik. Königshausen & Neumann, Würzburg 2004, ISBN 3-8260-2772-8 (Zugleich: Göttingen, Univ., Habil.-Schr., 2002).
- Ulrike Köpp: Nacktbaden. Technik des Glücks. Zur Freikörperkultur in der DDR. In: Sinn und Form 4/2020, S. 470–483.